# معماری ارمنی
معماری ارمنی (به ارمنی: Հայկական ճարտարապետություն) (به انگلیسی: Armenian architecture) نوعی معماری خاص است که بیش از ۴۵۰۰ سال توسط ارمنیان بکار گرفته می‌شود. این معماری در طول سالیان دراز دچار تغییر و البته پیشرفت شده‌است. این معماری رابطه مستقیمی با اقلیم و شرایط طبیعی سرزمین کوهستانی ارمنستان، دارد و البته تحت تأثیر مستقیم تاریخ و فرهنگ ملت ارمنی نیز است. وجود انواع مختلف سنگ‌های معدنی خصوصاً سنگ توف زیبایی خاصی به این نوع معماری بخشیده‌است.
معماری ارمنی مربوط به دوران قدیم، مانند معماری که از زمان سلسله پادشاهی اَروَندی‌ها، آغاز و تا زمان پادشاهی ارمنستان بزرگ ادامه یافت معماری ارمنی دوران اول نام گرفته‌است.
شهرهای شبیه شهرهای امروزی در تاریخ معماری ارمنی که مربوط به دوران اول معماری ارمنستان است و در کتاب آناباسیس، کسنوفون نیز نام آن‌ها آمده‌است عبارتند از:
آرماویر، یروانداشات (اَروَندشاد)، آرتاشات (اَردْشاد)، واغارشاپات (ولاش‌آباد)، زاره هاوان، تیگراناکرت آرتساخ، همچنین بناهایی نظیر معبد گارنی، زاره هاوان و شهرهایی نظیر آنی، دارویْنْک، آنی کاماخ، اوشاکان؛ و همچنین بناهای مذهبی مانند باگاوان، باگرواند، آشتی‌شاد، یریزا، حلقه معماری آن دوران ارمنستان را نشان می‌دهند.
مدت‌های مدید چنین گمان می‌رفت که معماری ارمنی شاخه‌ای از معماری روم شرقی است. پیشرفت شایان توجهی در نیمه نخست سده بیستم صورت گرفت و جمعی از جهانگردان و باستان شناسان غربی بناهای باستانی ارمنستان را مورد پژوهش و اکتشاف قرار دادند.
کتبی که توسط (ژوزف استرزیگوسکی، شارل دی یل، فلیکس تکسیه، ویلیام ویگرام و اُرمانده دالتون) نوشته شد به انتشار و شناسایی این معماری کمک نمود. با این حال مطالعه و تحقیق منظم نمونه‌های گوناگون معماری ارمنی توسط توروس تورامانیان و ژوزف استرزیگوسکی انجام گرفت و در نتیجه این معماری ناشناس به جهانیان معرفی گردید. نویسندگان غربی اذعان داشتند که هنر شرقی در رشد و توسعه معماری رومانسک و معماری گوتیک تأثیرگذارده است ولی نظر آنان از روی جزئیات جغرافیایی و تعمق در وجود مشترک و حتی شناسایی برخی از عناصر نبود.
استفاده از تاق قوس‌های نعل اسبی و نوکدار مدت‌ها پیش از کاربرد آن‌ها توسط اعراب یا معماران هنر رومانسک و گوتیک در ارمنستان رواج داشت. آگوست شوازی نفوذ مجسمه‌سازی و حجاری ارمنی از طریق راه‌های طبیعی انتشار و مسیرهای بازرگانی به سراسر کشورهای غربی تا اسکاندیناوی و ایرلند را مورد بررسی قرار داد.

## پیش از مسیحیت
در مورد معماری دوران ارمنستان باستان پژوهش‌ها و حفاری‌هایی توسط دانشمندان ارمنی صورت گرفت در آن دوران به ویژه پیش از مسیحیت معماری محلی عالی و پیشرفته‌ای در ارمنستان وجود داشت که از گذشته‌ای بسیار دور سرچشمه می‌گرفت. حدود ۲۵۰۰ سال پیش در هایاسا یکی از مراکز تشکیل قوم ارمن، شهرها و دژها و بناهای مشهوری وجود داشت.
فعالیت‌های ساختمانی و ابداعی در سرزمین کوهستانی ارمنستان (فلات ارمنستان)، در زمان حکومت اورارتو توسعه فراوان یافت. در این دوران شهرها و دژهای متعددی بنا شده بود. (توشپا، روساخینیلی، آرگیشتیخینیلی، دژ اربونی، تیشبائینی و غیره). از آثار این دوره که در ارمنستان بجا مانده‌است باید «معبد خالدی» در موصاصیر و دژهای شهر وان و جز این‌ها را نام برد.
فعالیت‌های ساختمانی معماری در شهرها و دژهای قدیمی (آنی و آرماویر)، از یک سو و در پایتخت‌ها و شهرهای نو از دیگر سو ادامه یافت. (یروانداشات، آرتاشات، تیگراناکرت، باگاران، شیراکاوان و غیره).
تا پیش از مسیحیت در ارمنستان، معماری ارمنی تحت تأثیر معماری اورارتو قرار داشت زیرا فرهنگ اورارتو خود جزئی از اجزاء تشکیل دهنده ویژگی‌های قوم ارمنی به‌شمار می‌رود. از سویی دیگر معماری ارمنی آمیخته با ویژگی‌های آشوری، کلدانی و حتی سومری بود.
از معروفترین آثار معماری ارمنی پیش از میلاد باید دژ و معبد گارنی را نام بود که بنا به نظر آلکساندر ساهینیان آمیزه‌ای از معماری یونانی، رومی و معماری بومی بوده متعلق به سده‌های دوم و سوم پیش از میلاد است.
شمار زیاد مهرابه‌های برجامانده پس از مسیحیت در شرق ارمنستان اهمیت و حضور مهرپرستی را نیز در این منطقه تأیید می‌کند.
سرزمین قفقاز به خصوص ارمنستان از مناطق مهم پرستش میترا پیش از مسیحیت بوده‌است. صومعه‌های قدیمی که در نقاط کوهستانی و بر بلندی بنا شده‌اند نشانه‌هایی از نیایشگاه‌های باستان دارند. رسم برپایی معابد برفراز کوه‌ها و تپه‌ها و تبدیل آن به کلیسا و صومعه‌های سده‌های اولیه مسیحی از این باورها برخاسته است.
در میان بناهای مذهبی موجود در منطقه قفقاز طی بررسی‌های میدانی آثاری کهن از بازیلیک‌ها (کلیساهای اولیه) و نیایشگاه‌های غاری جلب نظر کردند. مهرابه‌های غاری گِغارد در نزدیک ایروان، پایتخت ارمنستان نشانه مهمی است که حضور قوی این آیین را در شکل ابتدایی و خالص اولین نیایشگاه‌ها و تبدیل آن به کلیسا نشان می‌دهد. فضای غاری، شبستان غاری، پنجره رو به شرق، مذیح و مهراب از ویژگی‌های این معماری است. بقایای نیایشگاه باتانی اوپلیستیخه در گرجستان و مهرابه کلیسای قرن چهارم بر فراز تپه‌ای در همین مکان از نمونه‌های دیگری است که حضور اولیه آیین مهر و تداوم و دگردیسی آن در مسیحیت را نشان می‌دهد.

## پس از مسیحیت

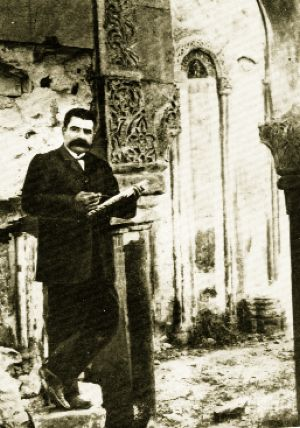
توروس تورامانیان، پدر تاریخنگاری معماری ارمنی، سال ۱۹۰۷ میلادی در شهر آنی

پس از رسمیت یافتن دین مسیحیت در ارمنستان در زمان تیرداد سوم ارمنستان اکثر آثار معماران دوران دین‌های کهن به دست روحانیون مسیحی ویران شده بود به جای آن‌ها کلیساهایی نو بنا گردید، و برخی دیگر فقط از نظر فضای داخلی تغییر شکل یافته محراب آن‌ها به ضلع شرقی تغییر مکان یافته‌است. یکی از مهم‌ترین کلیساهای این دوره کلیسای جامع اچمیادزین است، این کلیسا در ابتدا چوبی بود اما در سال ۴۸۴ میلادی به جای آن کلیسای سنگی امروزی بنا نهاده شد.

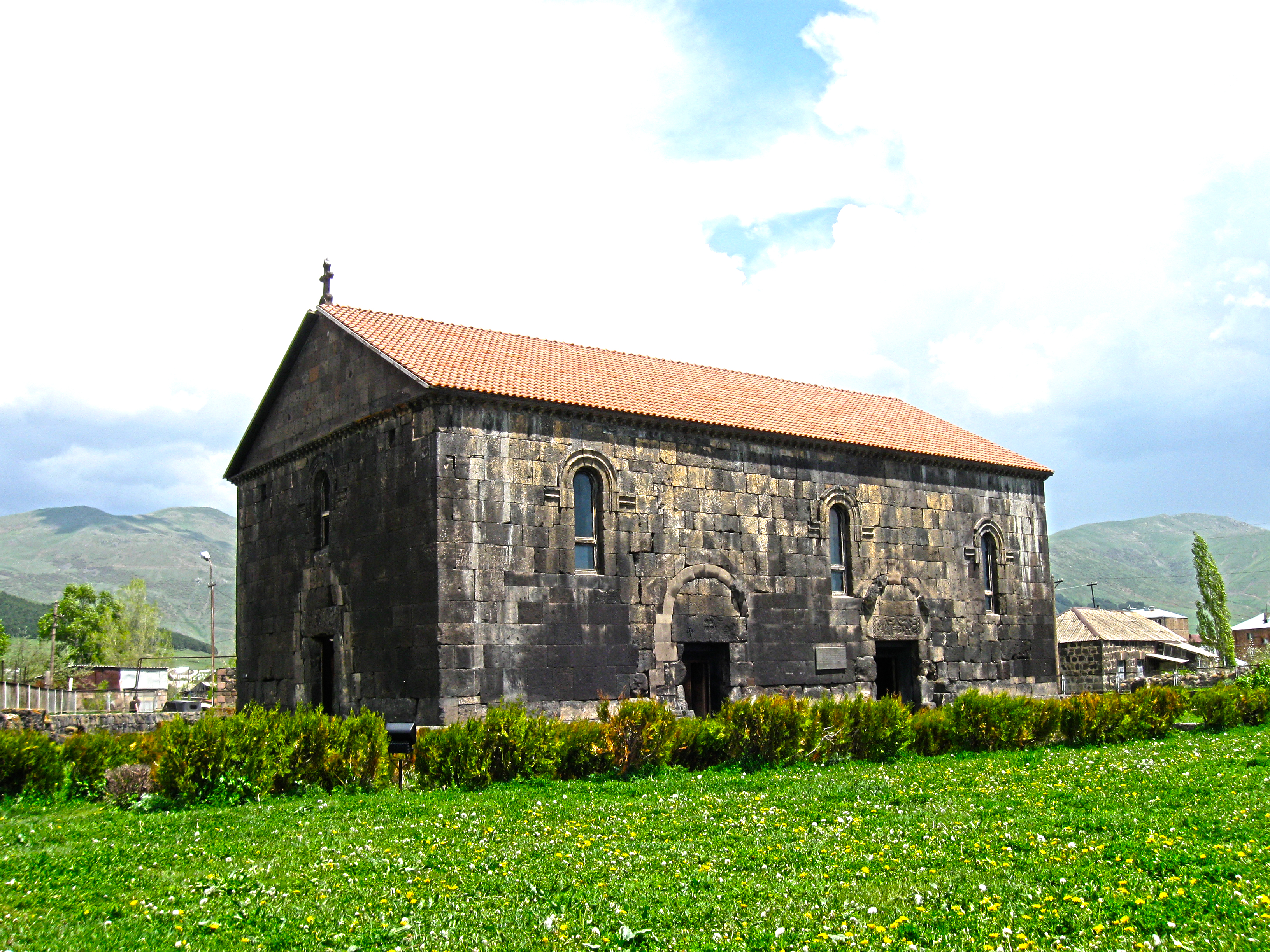
کاساغ
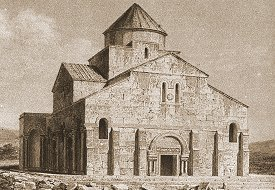
تکور
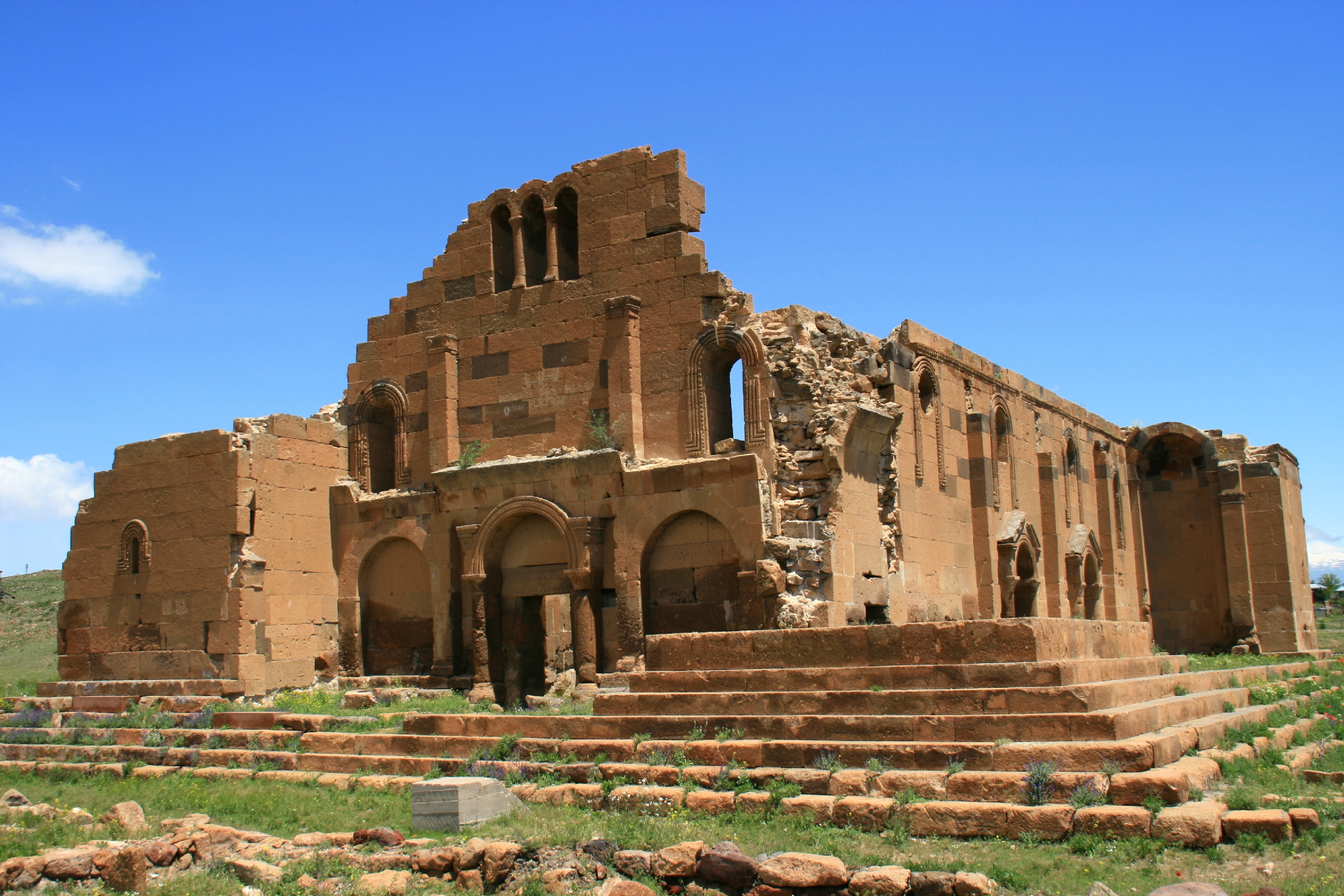
یرورک
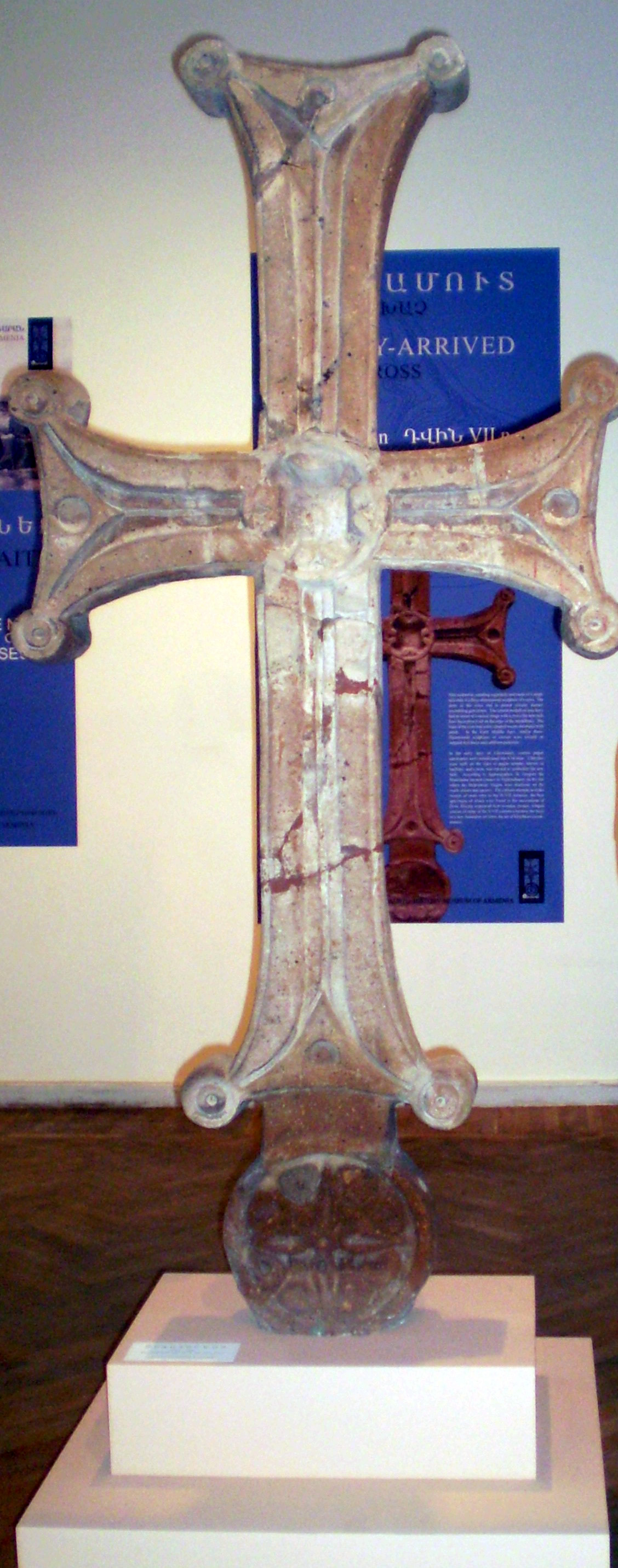
صلیب دو متری کلیسای دوین

از مهم‌ترین کلیساهای دیگر بازیلیکا (کاساغ، یرورک، تکور)، را می‌توان نام برد که تماماً از سنگ است؛ که نمونه‌هایی از معماری اصیل ارمنی به‌شمار می‌روند.
از دیگر کلیساهای مهم باید بازیلیکا، دوین را نام برد که تا سال‌های ۴۷۰–۴۷۱ میلادی ساخته شده‌است. این کلیسا نماینده دوره دیگری از معماری ارمنی است. در این دوره کلیساهایی که دارای پوشش ساده و شیروانی بودند تبدیل به ساختمان‌های گنبددار شدند گنبدهای ارمنی بعدها نمونه‌ای برای ساختن گنبدهای کلیساهای مسیحی اروپایی گردیدند.
از این دوره تا سده هفتم دوران ترقی معماری ارمنی به‌شمار می‌آید. در این زمان تاخت و تاز اعراب حدود ۲ سده فعالیت‌های ساختمانی را به سطح پائینی تقلیل داد. از سده هفتم تا دهم نیز کلیساهایی بنا شدند. این کلیساها دارای پلان مرکزی بودند که در وسط آن گنبد قرار داشت. یکی از این نوع بناها کلیسای جامع زوارتنوتس است که در سال ۶۴۰ میلادی ساخته شد. این بنا در قسمت خارجی ۳۲ ضلعی بوده هر یک از گوشه‌ها یک جفت نیم ستون است. کلیسای زوارتنوتس بر معماری اروپا اثر بزرگی نهاده‌است و حتی در روی یکی از درهای کلیسای سن شاپل در فرانسه یک نمونه حجاری وجود دارد و این کلیسا را همراه با کشتی نوح مجسم می‌سازد.
از این گونه کلیساها باید کلیسای کارمراوُر را نام برد که در آشتاراک ارمنستان واقع است. از دیگر کلیساهای ارمنی سده‌های پنجم تا هفتم میلادی باید کلیسای سنت هریپسیمه و کلیسای سنت گایانه را نام برد.

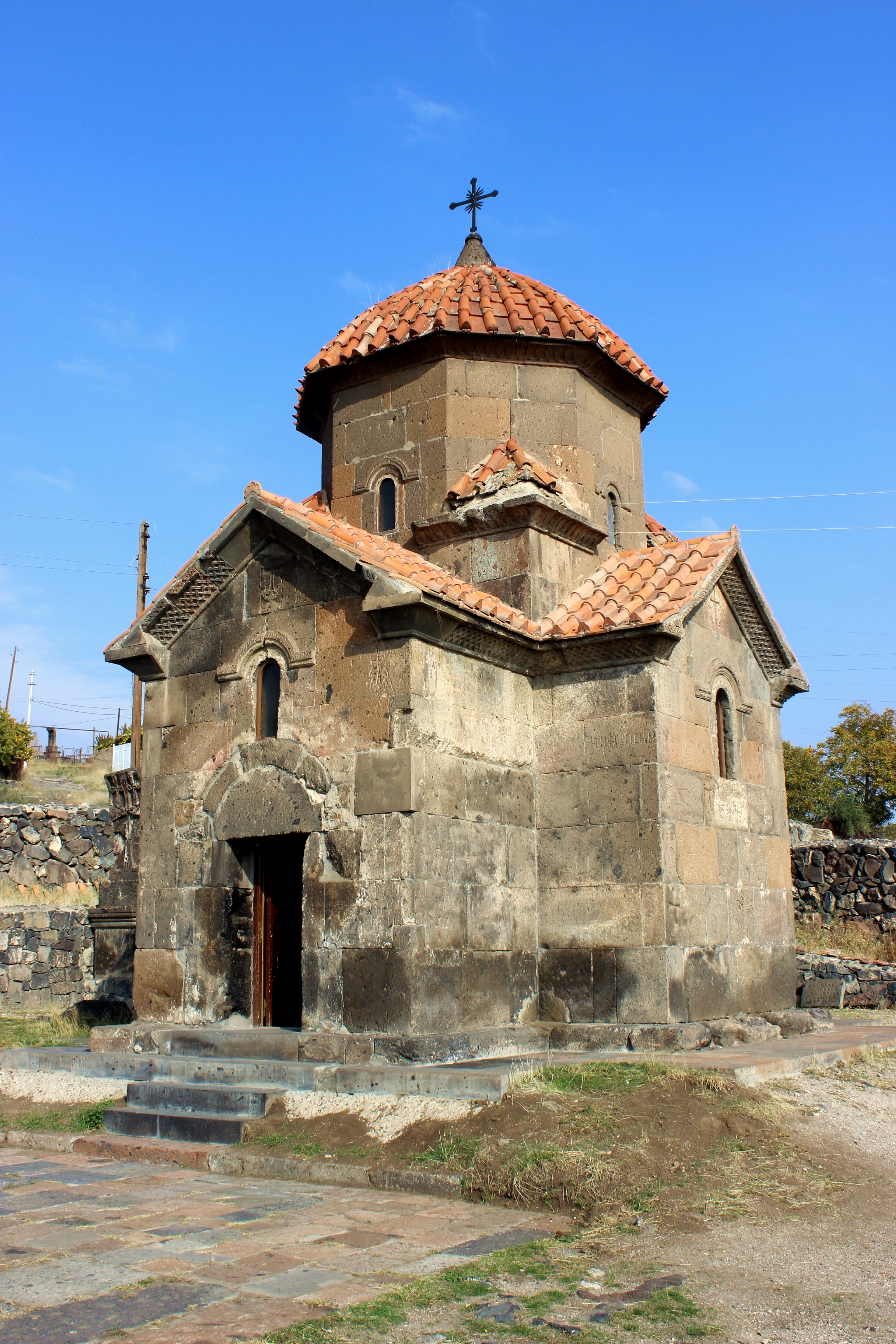
کلیسای کارمراوُر
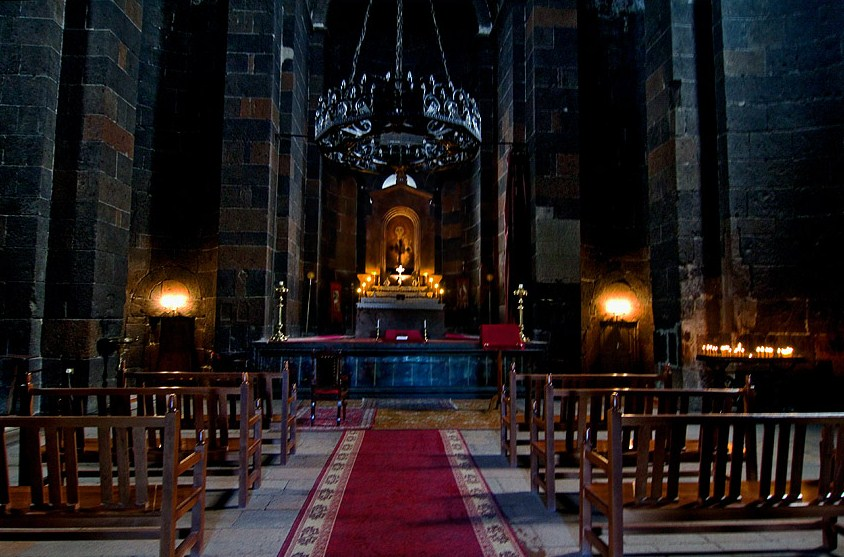
کلیسای سنت هریپسیمه
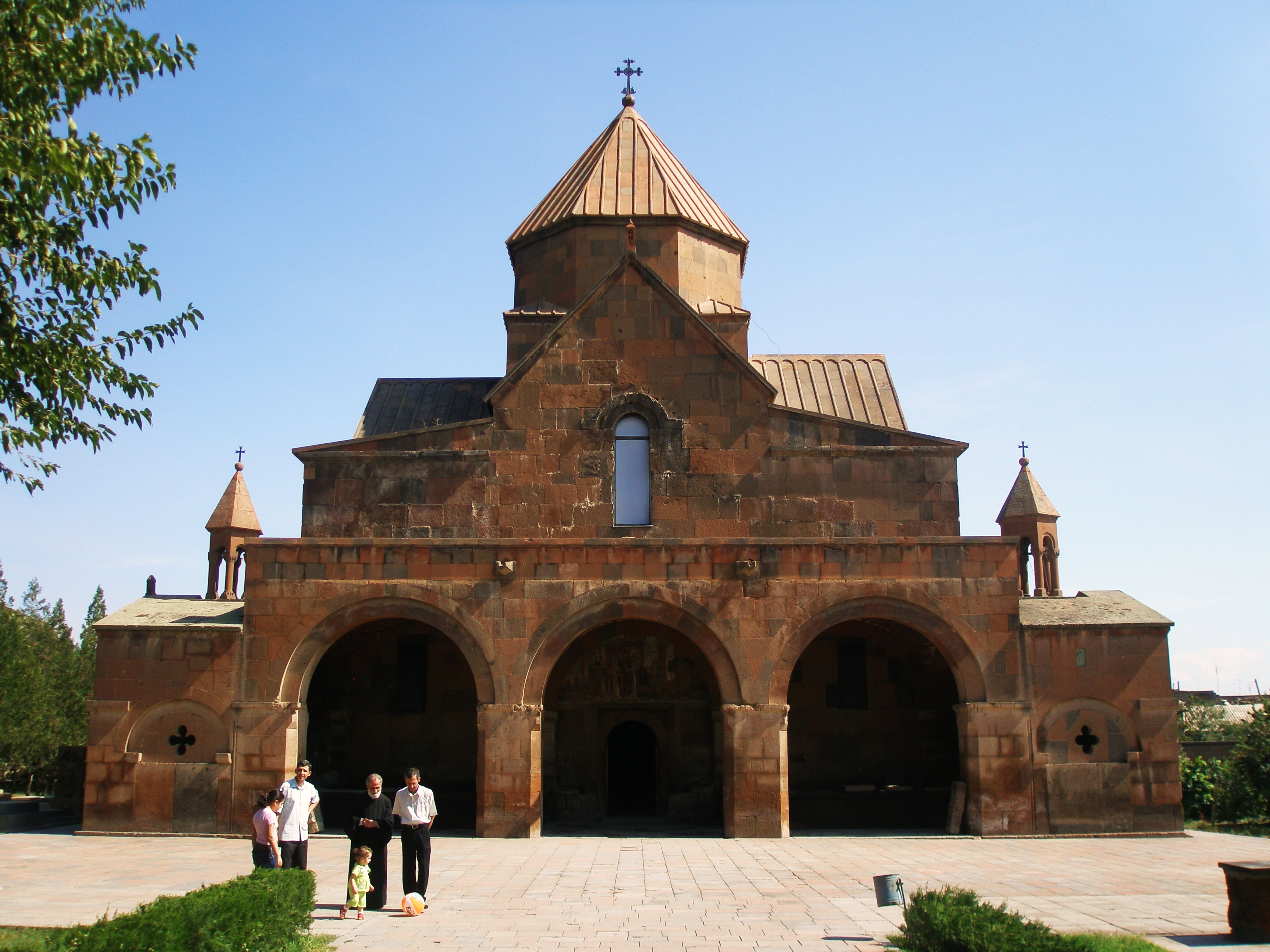
کلیسای سنت گایانه
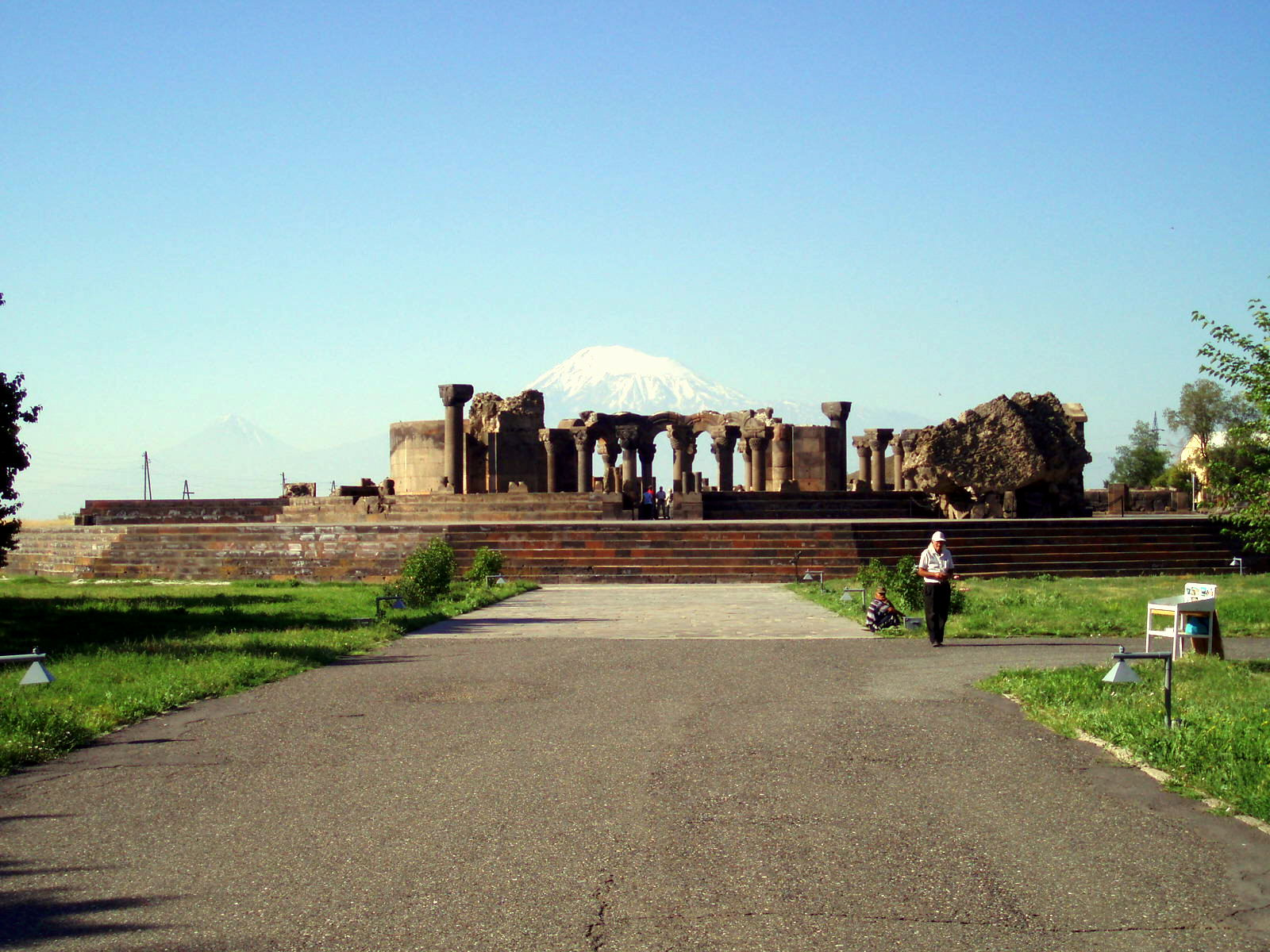
کلیسای زوارتنوتس
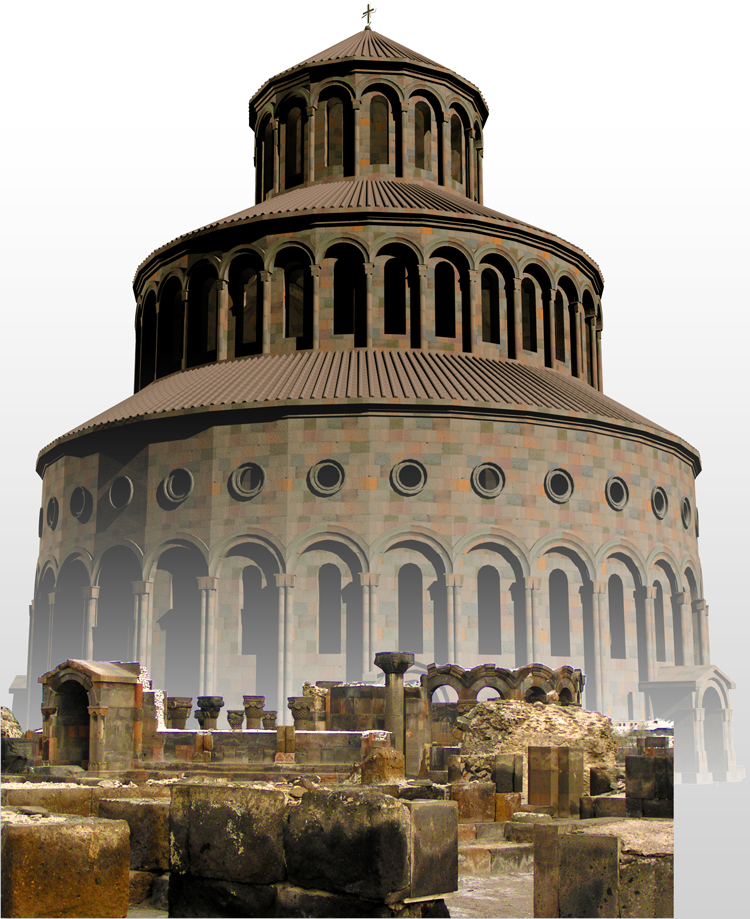
کلیسای زوارتنوتس
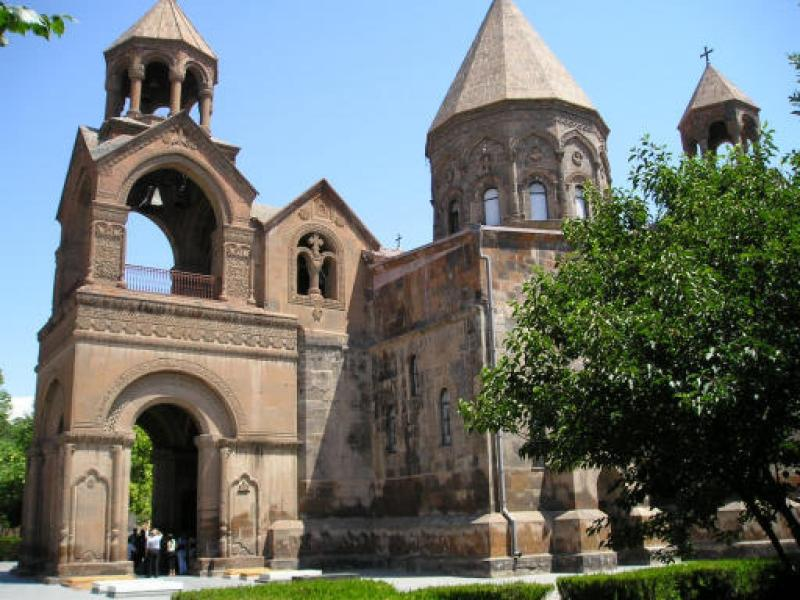
کلیسای جامع اچمیادزین

در زمان پادشاهی دودمان باگراتونی فعالیت‌های ساختمانی رشد فراوانی یافت. به گونه‌ای که شهر آنی باستانی پایتخت حکومت به شهر هزار و یک کلیسا مشهور گردید. در آن عهد شاه گاگیک یکم معمار بزرگی در خدمت داشت که نامش تردات بود. دولت بیزانس این معمار بزرگ ارمنی را برای مرمت گنبد کلیسای اعظم ایاصوفیه خواست.
معماران سده دهم و سده‌های بعد همیشه از نمونه‌های کهنه پیروی نمی‌کردند و گاهی نیز به شیوه‌های پیشرفته‌ای روی می‌بردند. در این دوران بناهای شگرفی برپا گردید مانند صومعه تاتو در استان سیونیک (بنا شده در ۸۹۵ تا ۹۰۶ میلادی)، صومعه ساناهین (بنا شده در سده‌های ۱۰ تا ۱۲ میلادی) و صومعه هاقپات (بنا شده در سده دهم میلادی)، در شمال ارمنستان این بناها شامل حجره‌هایی برای دیرنشینان، کتابخانه، غذاخوری، برج ناقوس و چند نمازخانه بودند.

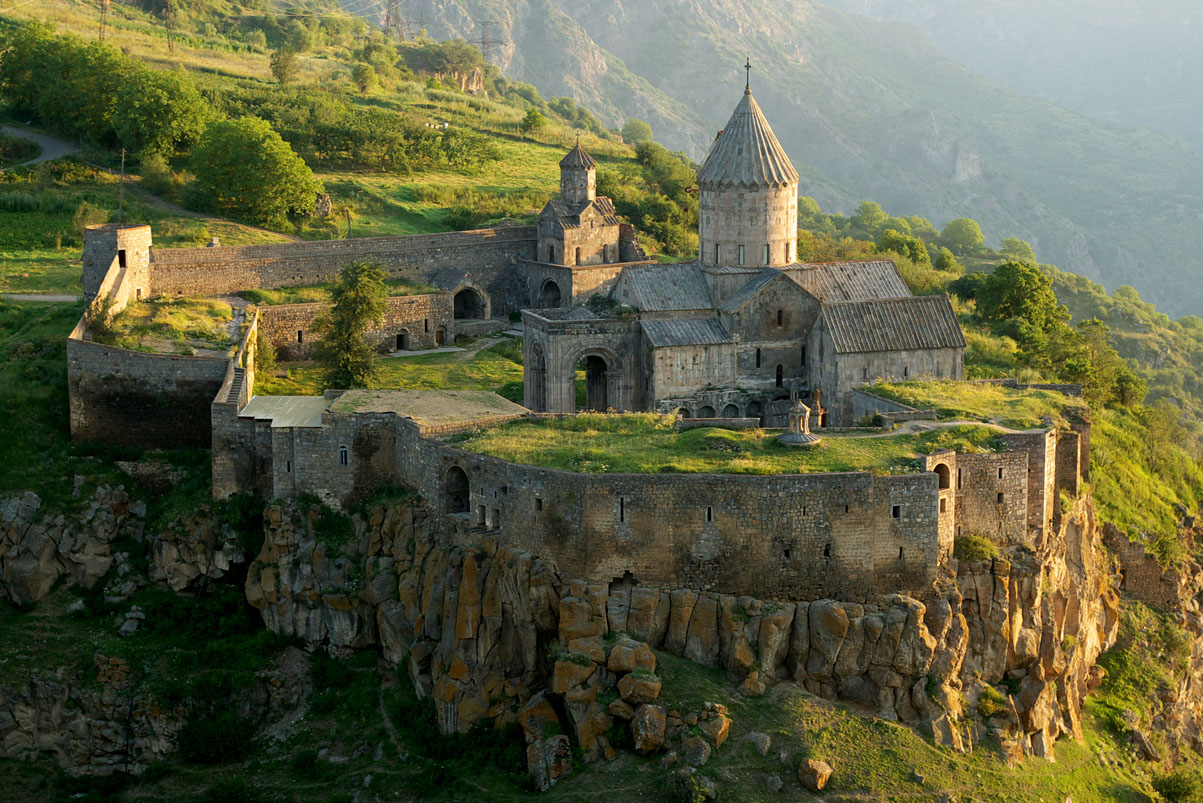
صومعه تاتو
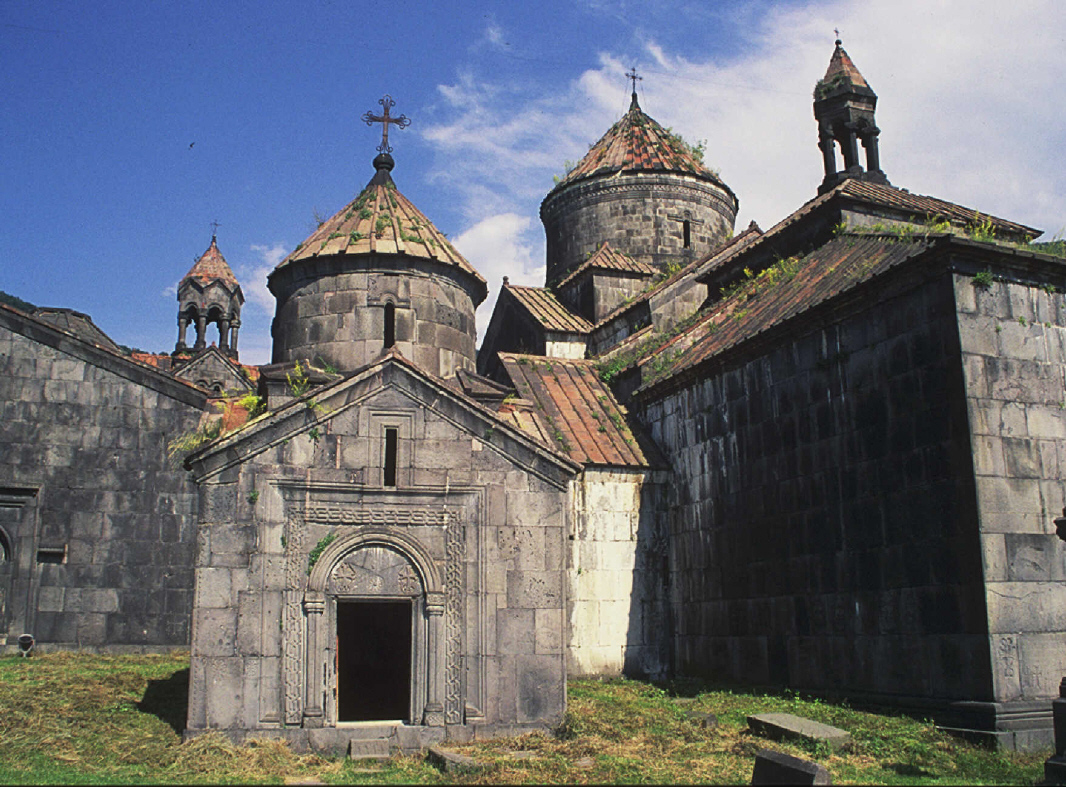
صومعه هاقپات
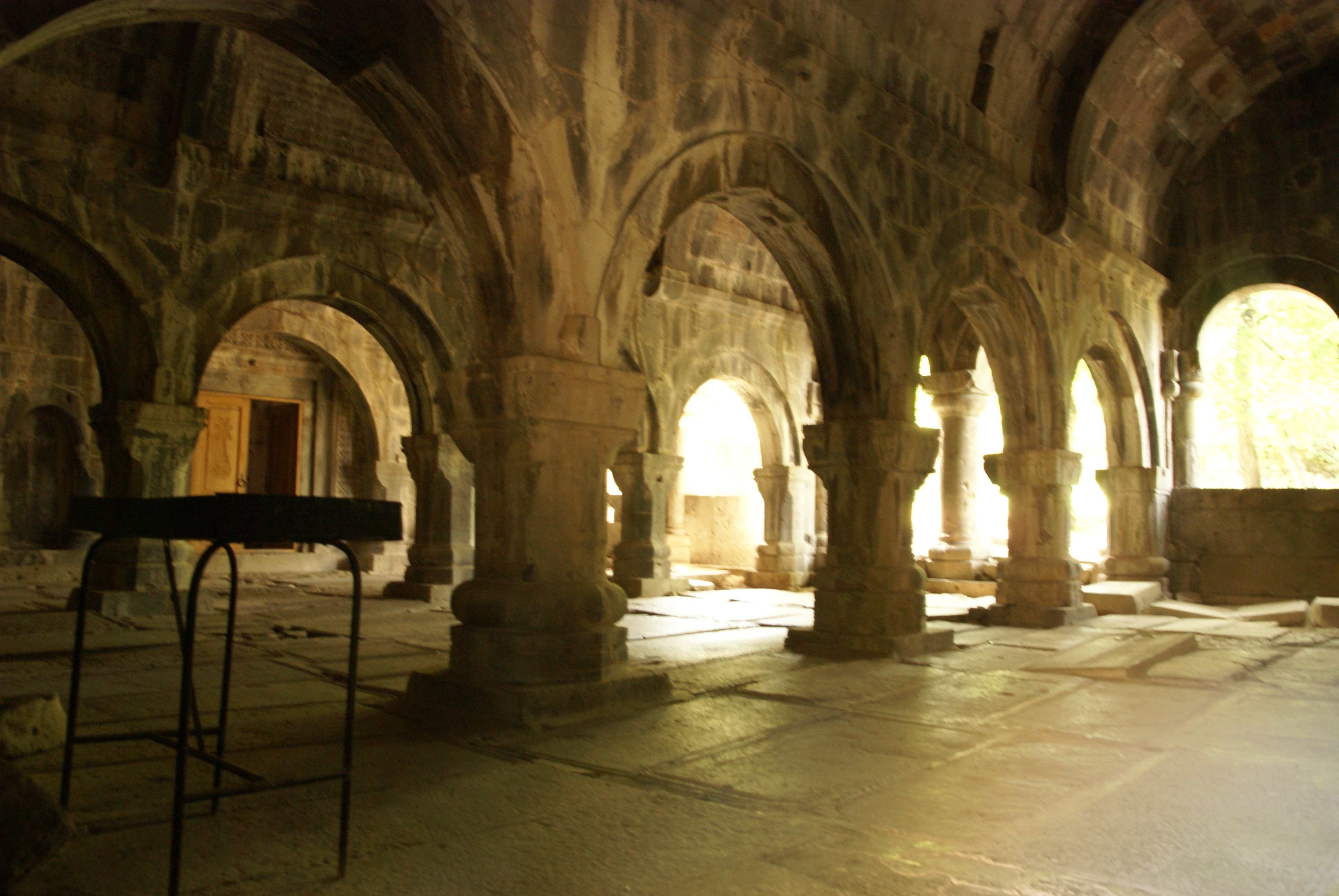
صومعه ساناهین

کلیسای آختامار از کلیساهای مشهوری است که در سده دهم ساخته شده‌است. این کلیسا در جزیره آختامار واقع در دریاچه وان است که امروز در ارمنستان غربی قرار دارد، کلیسای یاد شده را «مانول» معمار مشهور ارمنی در سال‌های ۹۱۵ تا ۹۲۱ میلادی ساخته‌است و دارای گنبد مرکزی و چهار محراب است.
با تجربیات چند سده معماری ارمنی ایجاد ساختمان‌های سنگین و استوار دو یا سه طبقه نیز رواج یافت. از نمونه‌های بارز اینگونه کلیساها؛ نماز خانه نوراوانک است. صومعه گغارد به صورت سالن گنبددار است و در سده چهار میلادی بنا شده‌است.

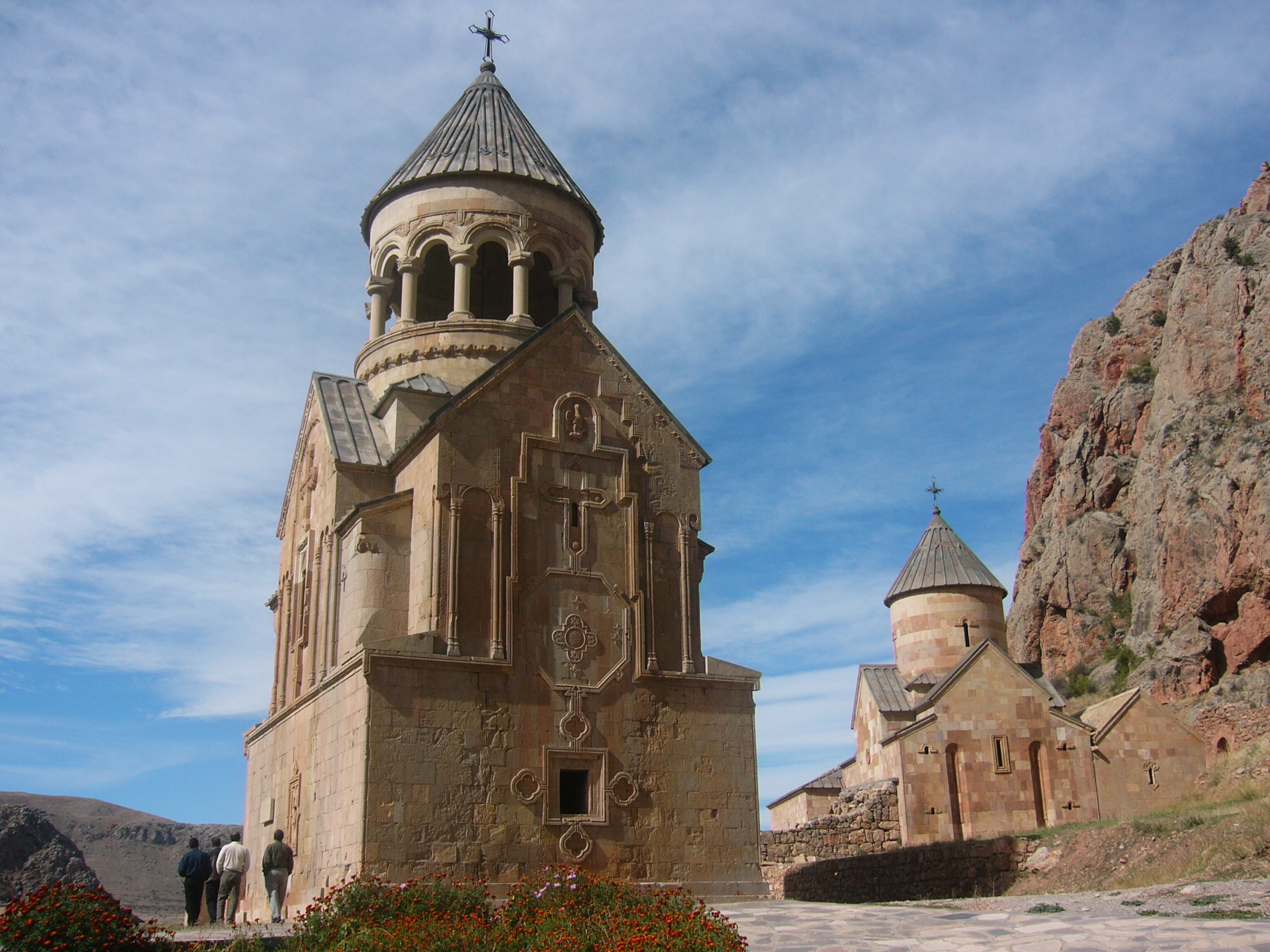
نوراوانک
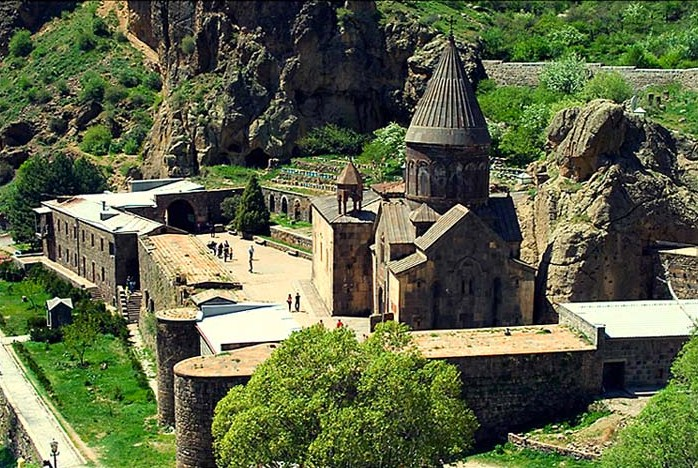
صومعه گغارد

با پیشرفت بازرگانی ترانزیتی در زمان حکومت باگراتونیان بر ارمنستان و دوره‌های بعد ساختن کاروانسراها در مسیر راه‌ها رواج یافت. این‌ها عمدتاً تالار سه دالانه شبیه بازیلیکا هستند که سقفی یکپارچه آن‌ها را می‌پوشاند. در دیوارها پنجره‌ای تعبیر نشده اما هوا و نور از روزنه‌ای در سقف به داخل بنا نفوذ می‌کند.
معماری ارمنی یکی از برجسته‌ترین انواع معماری مسیحی است و در طی سده‌ها گواه انواع ابتکارات ساختمانی شده‌است که در ساختمان‌های گنبددار سنگی به شیوه‌های اصیل به کار رفته‌اند. ارمنستان که در مسیر راه‌های شرق و غرب قرار داشت از همه شیوه‌های رایج پیرامون خود برخوردار شد ولی آن‌ها را ابتکارات خویش به گونه‌ای اصیل و بدیع و محلی درآورد.
با مدارکی که در دست است به خوبی مشهود است که معماری ارمنستان اثر فوق‌العاده‌ای بر معماری سده‌های میانی اروپا داشته‌است.

## نقش ارمنستان در ایجاد معماری مسیحی
مهم‌ترین سهمی که ارمنستان طی قرون پس از گرویدنش به دین مسیح در پیشرفت تمدن و فرهنگ داشته‌است در زمینه معماری است که همیشه درست‌ترین مظهر فکر و روح یک ملت و یک عصر است. در همینه زمینه است که ملت ارمنی نقش واسط و رابط بین شرق و غرب را به بهترین نحو بازی کرده‌است.
این سهیم بودن ارمنستان در پیشرفت فرهنگ و هنر توسط مورخ و هنرشناس اتریشی «ژوزف استرزیگوسکی» به خوبی نشان داده شده و او یکی از آثار مهم خود را به معماری ارمنستان و به روابط آن با اروپا اختصاص داده‌است. در این اثر که نویسنده آن را پس از یک سفر تحقیقی طولانی به ارمنستان در سال ۱۹۱۳ میلادی نوشته و در آنجا «توروس تورامانیان» معمار برجسته ارمنی که کمک‌های مفید و شایانی به او کرده‌است، ثابت نموده که معماری مسیحی خاورزمین تا ظهور معماری رومی در قرن یازدهم در مغرب زمین بر معماری‌های دیگر مسیحی برتری داشته این برتری را مدیون ارمنستان بوده‌است. او می‌گوید که اصل و مبدأ معماری مسیحی مشرق زمین را باید در ارمنستان جستجو کرد؛ و نیز اظهار داشته‌است که در تحقیقاتش دربارهٔ هنر مسیحی «برای نخستین بار در ارمنستان زمین سفت و ثابتی زیرپاهای خود حس کرده‌است.»
در امپراتوری روم و در قسطنطنیه این کلیساها به ویژه از معماری عهد باستان الهام گرفته‌اند. اغلب کلیساها طی مدت درازی به همان شکل باستانی که به سبک بازیلیکا معروف است بودند و به همان سبک هم باقی ماندند، و تنها در پایان سده چهارم و آغاز سده پنجم بود که بعضی شکل‌ها و تکنیک‌های تازه پیدا شد، از جمله می‌توان از آن میان به سبک گنبد چهار گوش و کلیسای با طرح مرکزی و سبک بازیلیکا گنبد دار و به سبک‌های دیگر که انقلابی در معماری مسیحی پدیدآورده و موجب پیدایش سبک تازه‌ای به نام سبک معماری روم شرقی شده و در طول سده‌ها بر هنر مذهبی حاکم بوده‌اند اشاره کرد.

ژوزف استرزیگوسکی در کتاب «هنر معماری در ارمنستان و در اروپا»، نشان داده‌است که معماری مسیحی قسمتی از ابداعات و ابتکارات خود را به ارمنستان مدیون است. او متذکر شده‌است که ارمنستان و ایران برای معماری جهان مسیحیت همان نقش را داشته‌اند که یونان برای معماری جهان باستان ایفا کرده‌است. ارمنستان که در ارتباط دایم با ایران غیر مسیحی و با معماری ایرانی بوده و می‌دیده‌است که ایران از سدها پیش گنبد می‌ساخته، گنبدی که شکل آن با مذهب زرتشتی و با نیایش آفتاب بی ارتباط نیست، این گنبد سازی را از او اقتباس کرده‌است؛ و از آنجا که ارمنستان نخستین کشور خاور زمین بوده که به مذهب مسیحیت گرویده و آن را دین رسمی خود قرار داده‌است یکی از کشورهایی بوده که در اسرع وقت کلیسا سازی در آن رواج فوق‌العاده‌ای یافته‌است. به شرحی که «فلیکس تکسیه» نوشته‌است: 
«تأثیری که مسیحیت بر معماری ارمنستان اعمال کرده‌است به نظر همچون یک الهام ملی می‌آید.»
به طوری که شارل دی یل در شرح نتیجه‌گیری‌های استرزیگوسکی بیان می‌کند در معماری ارمنستان در طول این دوران شکوفایی قابل تحسینی مشاهده می‌شود که از سده پنجم از سبک بازیلیکا طاق دار گرفته خواه با یک رواق یا صحن و خواه با سه رواق، تا سده هفتم پیش می‌رود، لیکن بخصوص سبک‌های مختلف با گنبد چهارگوش یا طرح مرکزی (زنترال باو)، در آن‌ها می‌توان یافت. از ترکیب و اختلاط سبک رواق طاق دار و سبک با گنبد یک رشته شکل‌های تازه از قبیل سه صدفی و بازیلیکا گنبددار و طرح به شکل صلیب یونانی و تک رواقی با گنبد به وجود می‌آید.
همان گونه که استرزیگوسکی اشاره می‌کند، تمامی این ابداعات در دورانی صورت گرفت که خط ارمنی به وجود آمده و ضمناً این ابداعات در زمینه هنر هم نشان دهنده پیروزی عامل ملی هستند و هم مبین رهایی از نفوذ یونانی که تا به آن دم بر ارمنستان چیره بودند.

استرزیگوسکی می‌نویسد: 
«از ارمنستان بود که گنبد سازی به قسطنطنیه و یونان و کشورهای بالکان آمد و سپس به ایتالیا و جنوب فرانسه سرایت کرد و از آنجا به شمال اروپا رسید؛ و نیز ارمنستان بود که از سده‌های پنجم و ششم میلادی به بعد سبک‌های بهترین بناهای تاریخی رم شرقی را به آن کشور الهام بخشید. این شاهکار معماری منحصر به فرد با آن گنبد زیبایش که با آن مهارت و جسارتی که در تکنیک ساختمان آن بکار رفته‌است انگار به روی زمین پایه‌گذاری نشده بلکه آن را از بالای آسمان به پایین معلق کرده‌اند به نظر استرزیگوسکی یک کلیسای تمام عیار ارمنی است.»

شارل دی یل می‌نویسد: 
«همه می‌دانند سازندگان و معماران ارمنی در همه ادوار هنرمندانی بوده‌اند که مهارت و لیاقتشان نظیر نداشته‌است. از آنجا که در یک کشور پر سنگ زندگی می‌کرده‌اند هنر مجسمه‌سازی و اندازه‌گیری هندسی اجسام را با مهارت خاصی بسط و توسعه داده‌اند؛ و از آنجا که سفر کنندگان خستگی ناپذیری هم بوده‌اند برای کسب معلومات و هنر آموزی به همه جا می‌رفته و از طرفی شیوه‌های کار خود را به همه جا به نقاط دور اشاعه می‌داده‌اند.»

## معماری ارمنستان و تأثیر آن بر مغرب زمین
فرمانروایان کشور ارمنستان باگراتونی، قسمت بیشتر درآمدی را که از نعمت و برکت آبادانی کشورشان بدست می‌آوردند صرف ساختن بناها می‌کردند. در آنی با دیدن کلیسای جامع آنی ساخته شده توسط معمار معروف تِردات، می‌توان این شکوفایی باشکوه ساختمان را تماشا و تحسین کرد.
گذشته از مجموعه بناهای ستایش انگیز آنی باید از کلیسای آختامار، واقع در جزیره‌ای به همین نام را اشاره کرد.

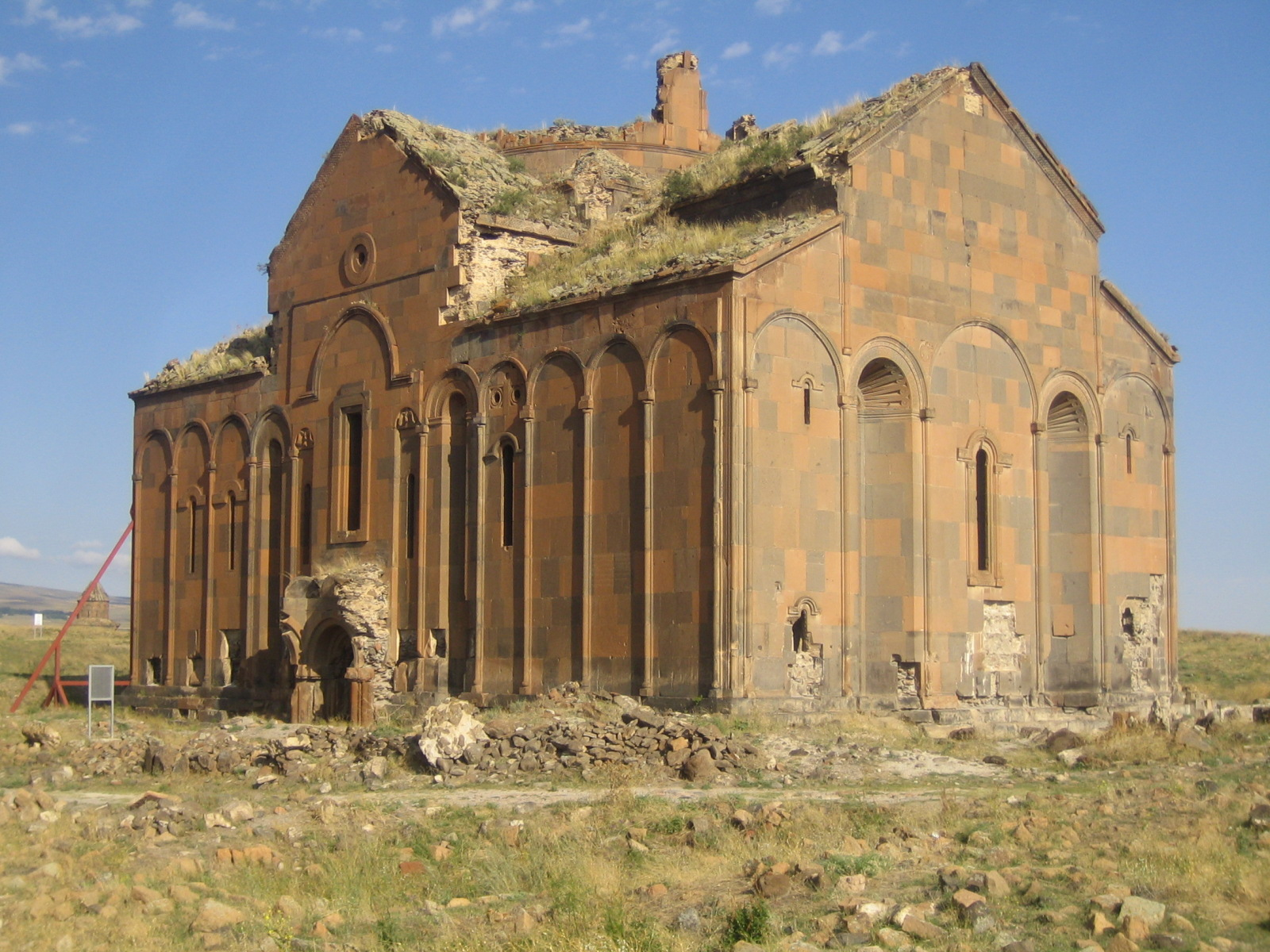
کلیسای جامع آنی
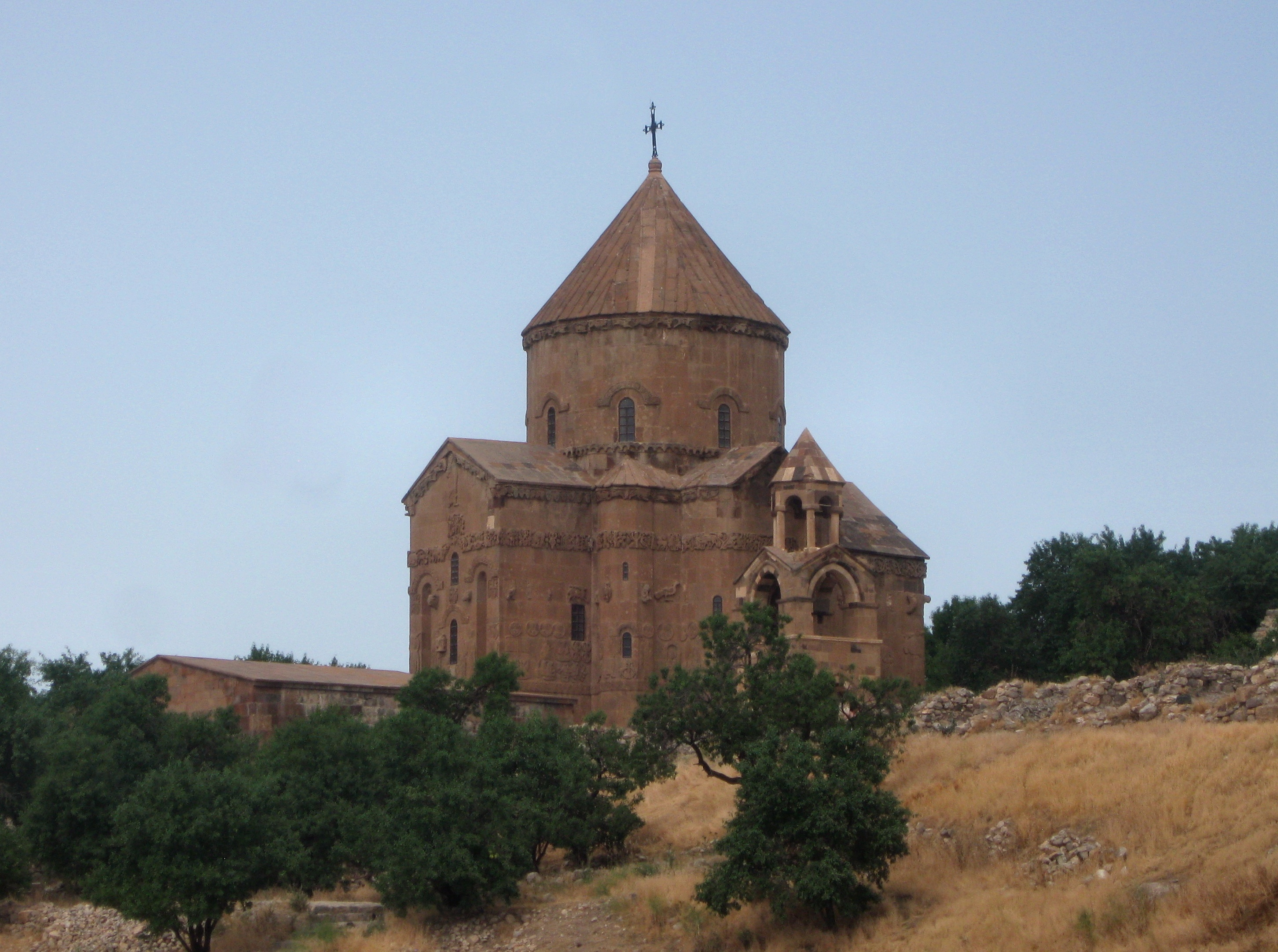
کلیسای آختامار یا صلیب مقدس

بنا به گفته «شارل دی یل»، این شکوفایی قابل تحسینی که در بناهای تاریخی و مذهبی ارمنستان دیده می‌شود گواه بر آن است که معماری ارمنی در فاصله بین سده نهم و سده دوازدهم چه از نظر تنوع طرح‌ها و شکل‌ها و چه از لحاظ هنر و ظرافتی که در ساختمان بناها بکار رفته‌است ترقی حیرت‌انگیزی کرده، و بناهای ساخته شده در آن فاصله زمانی مجموعه کاملاً خاصی را تشکیل می‌دهند که از هر جهت در خور توجه بسیار است. این شکوفایی فرضیه اوژن ویوله لودوک را کاملاً تأیید می‌کند که مصراً معتقد بود بین هنرهای سده‌های وسطی و روح ملت‌هایی که این هنرها در بین آنان بسط و توسعه می‌یافت هماهنگی کامل وجود داشته‌است.

«ویلیام ویگرام» می‌نویسد: 
«شهر آنی نشان می‌دهد که ارمنیان قادر بوده‌اند شکل‌های معماری اصیلی را که خاص خودشان بوده‌است بسط و توسعه بدهند. در کارهای آنان بناهای بسیار بزرگ دیده نمی‌شود، لیکن ویژگی و جالب بودن سبک ارمنی این دوران مسلماً در این واقعیت است که توانسته‌اند بناهای با ابعاد متوسط را هم طوری بسازد که بیننده را تحت تأثیر عظمت خود قرار بدهند و به بناهای متوسط الحجم هم احساس ارج و عظمت ببخشند.»

این احساس حجم در داخل کلیساها است. استرزیگوسکی می‌نویسد: 
«داخل ساختمان‌های ارمنیان می‌توانند به عنوان نمونه هنر تأثیر بخشیدن در بیننده و دیدار کننده در نظر گرفته شوند، و او را به تفکر وادارند، و بدیهی است که این تأثیر را نه با غنی بودن تزئینات یا با سبک‌های تزیینی بلکه با تأثیر توده‌ها و حجم‌ها و با کیفیت استفاده از فضا با رعایت تناوب سایه و روشن می‌بخشند.»

«اُرمانده دالتون» می‌نویسد: 
«در این شکی نیست که ارمنیان هم از نظر فکر و فرهنگ و هم از دید هنری مردمان با قریحه و استعدادی بوده‌اند. معماری آنان از نظر قدرت و صلابت و حسن استفاده از توده‌های مصالح و همچنین از لحاظ ناب بودن شکل‌های ساختمانیش قابل توجه است.»

«جی ابرسل» چنین اظهار عقیده می‌کند: 
«ارمنیان با همه رنج‌ها و ناملایمت‌ها که متحمل شده‌اند معماری اصیل و درخشانی بوجود آورده‌اند، هنری که براستی می‌توان آن را ملی نامید. بناهای آنان با خاصیت منظم بودن و محکم بودن انسجام ممتازند، بنا با حجم خود آدم را تحت تأثیر قرار می‌دهد و از آن احساسی قوی از استحکام و وقار و عظمت به دل می‌نشیند.»

«شارل دی یل» می‌نویسد: 
«خطوط قابل توجهی در این شکل‌ها به چشم می‌خورد. گنبد از بیرون منظره خاصی دارد. برقسمت استوانه‌ای بنا که کثیرالاضلاع است و نسبتاً بلند، بامی قرار دارد بشکل هرمی بسیار مرتفع که گنبد را از نظر پنهان می‌دارد و خود همچون برجی حقیقی در وسط بنا قد برافراشته است. محراب‌ها از بیرون جلوخان ساختمان هیچ برجستگی نشان نمی‌دهند و فقط با درزهای مثلثی شکل نسبتاً عمیقی مشخص شده‌اند که در ضخامت دیوار حفر شده‌اند. از درون قوس بیش از حد با جرزهای مجهز به شبکه‌ای از ستون‌های چهارگوش یا معمولی بکار رفته‌است. تزئینات دیوارهای بیرونی هم کمتر از درون بنا جالب و تماشایی نیست، و طاقهای تیره باریک و بلند آنها را زینت می‌دهند. حجاری‌های تزئینی پیچ در پیچ آنها را می‌پوشانند. آن صلیب عظیم کلیسا بطور کلی در محراب افراشته می‌شود؛ و بالاخره در فن و تکنیک کار، مشاهده می‌شود که منحصراً سنگ‌تراش بکار رفته‌است. خود آن بام‌های بلند مخروطی با ورقه‌های سفال مانندی از سنگ پوشیده شده‌اند.»

## معماران مدرن ارمنی

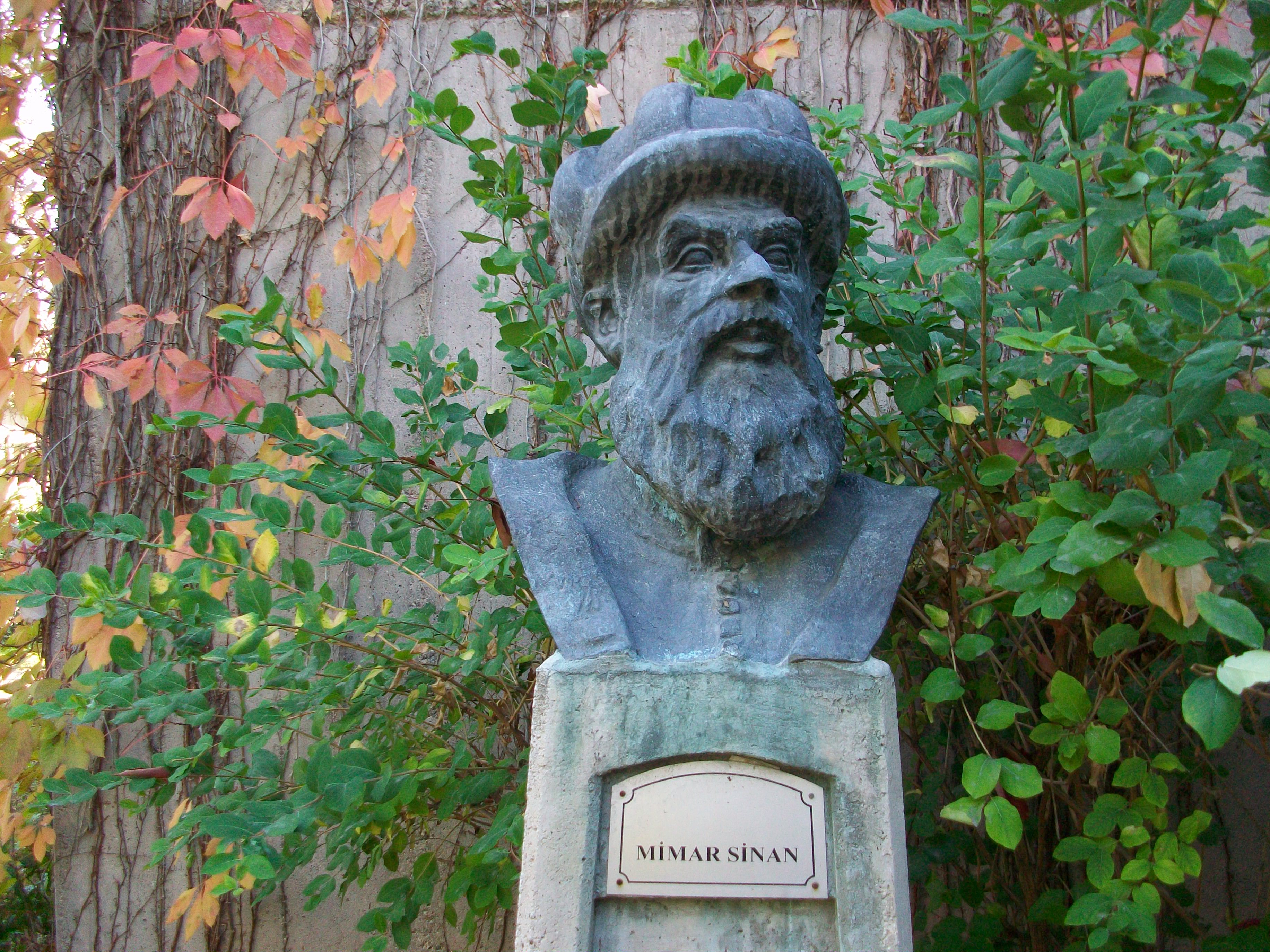
مهندس معمار سینان
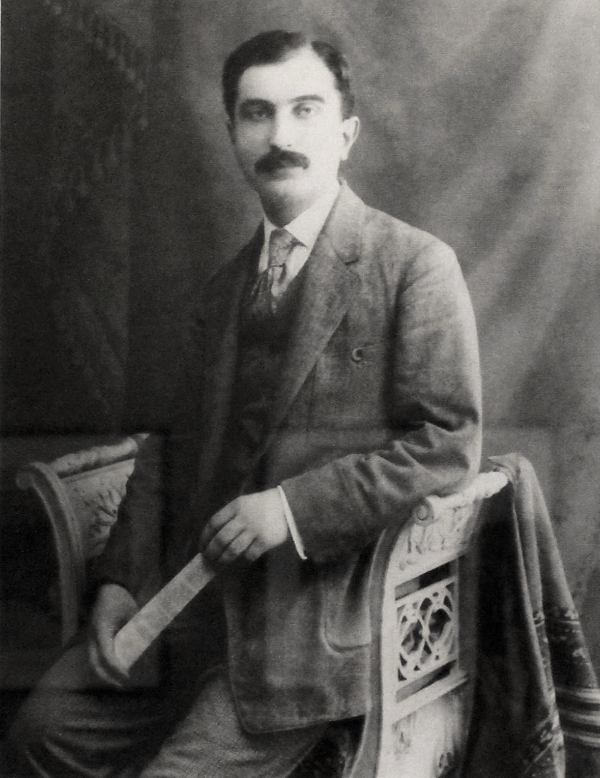
مهندس معمار میهران مِسروبیان
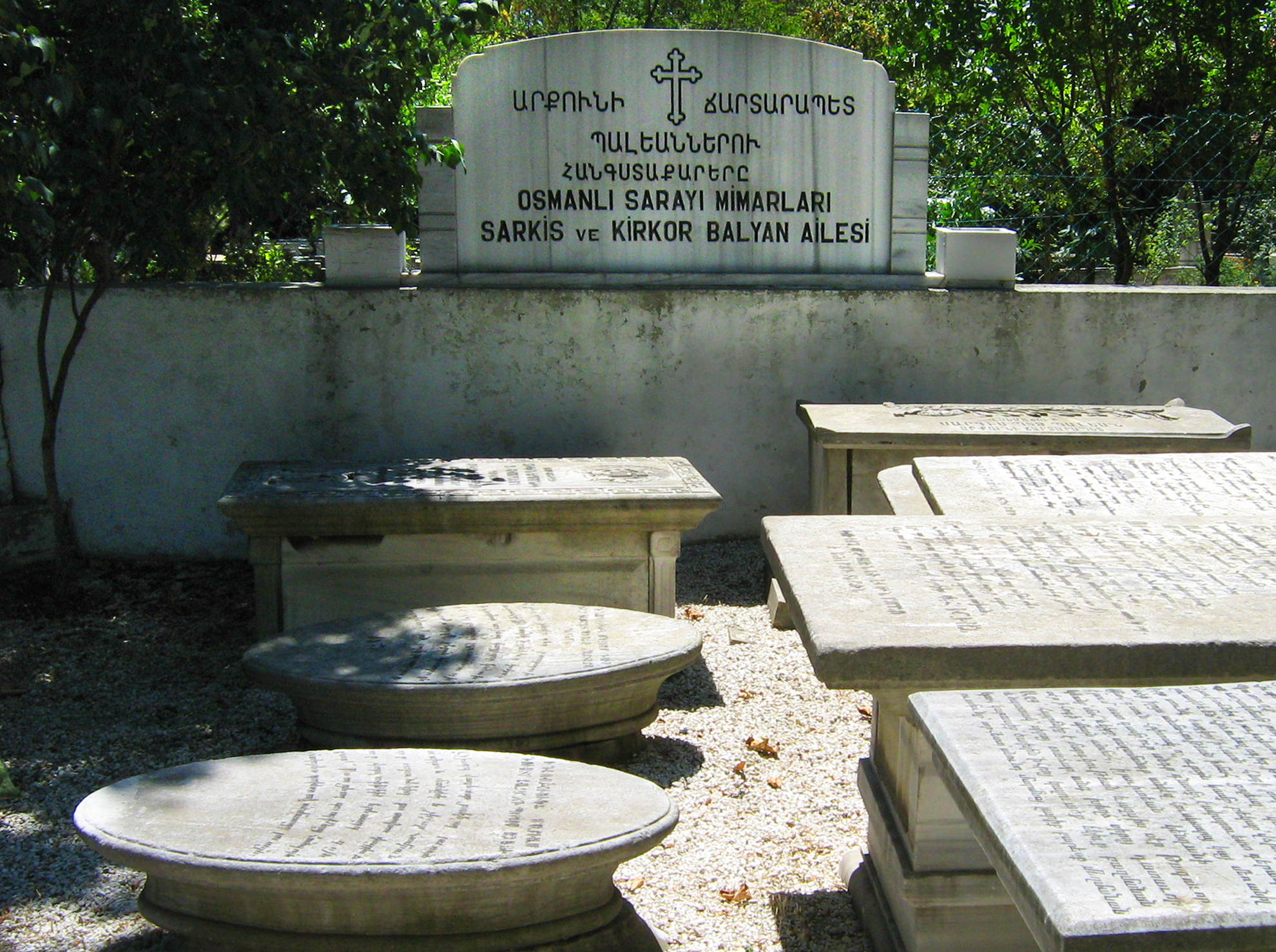
آرامگاه خانواده بالایان در استانبول (اسکودار)
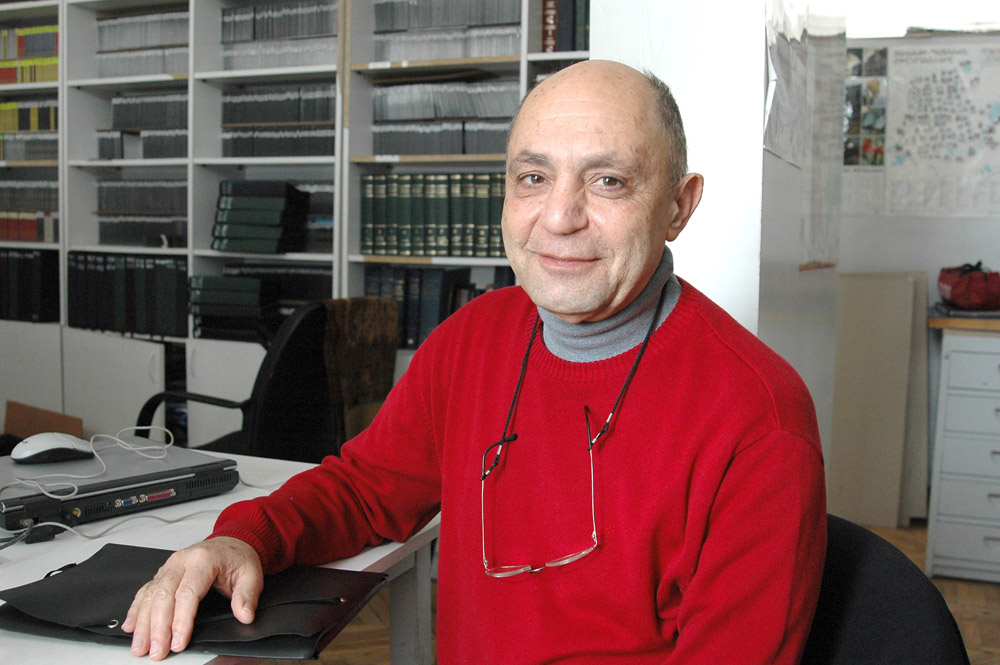
مهندس معمار آرمن حق‌نظریان
مهندس معمار مارکار گالستیانس
مهندس معمار آودیس اوهانجانیان
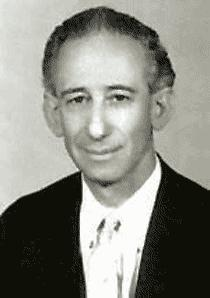
مهندس معمار پل آبکار

## آثار معماران مدرن ارمنی

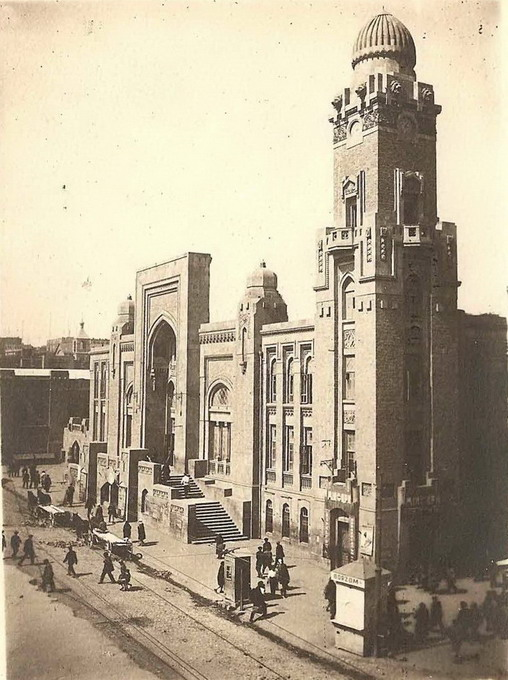
ایستگاه راه‌آهن صابونچی در سال ۱۹۲۷ توسط نوکوقایوس بایِو، در باکو
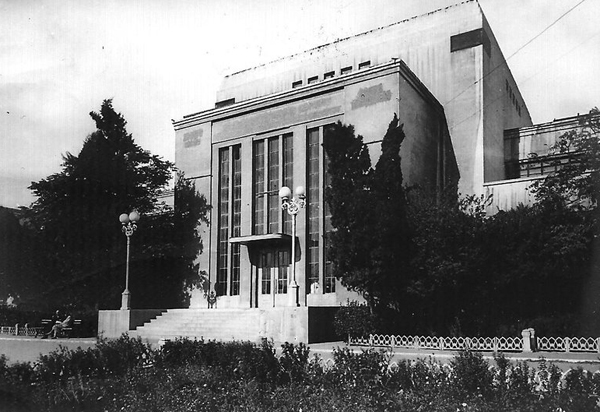
ساختمان انستیتو فیزیوتراپی ساخته شده در سال ۱۹۲۹ توسط مهندس معمار گابریل دِر-میکلیان، در شهر باکو
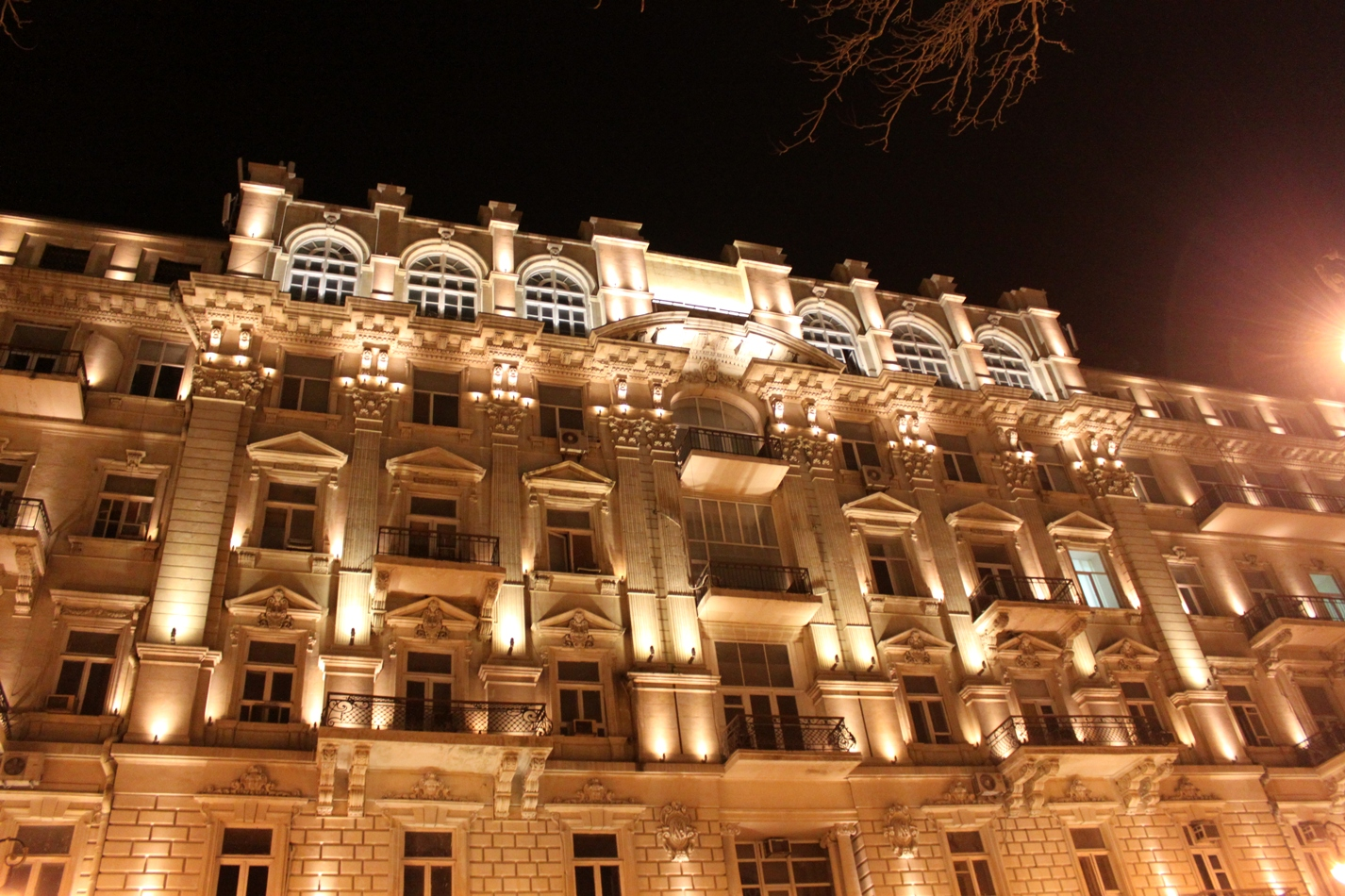
آپارتمان ۷ طبقه در شهر باکو که مالک آن یک ارمنی به نام میرزابکیان بود. توسط مهندس معمار وارطان سارکسیان ساخته شده‌است.
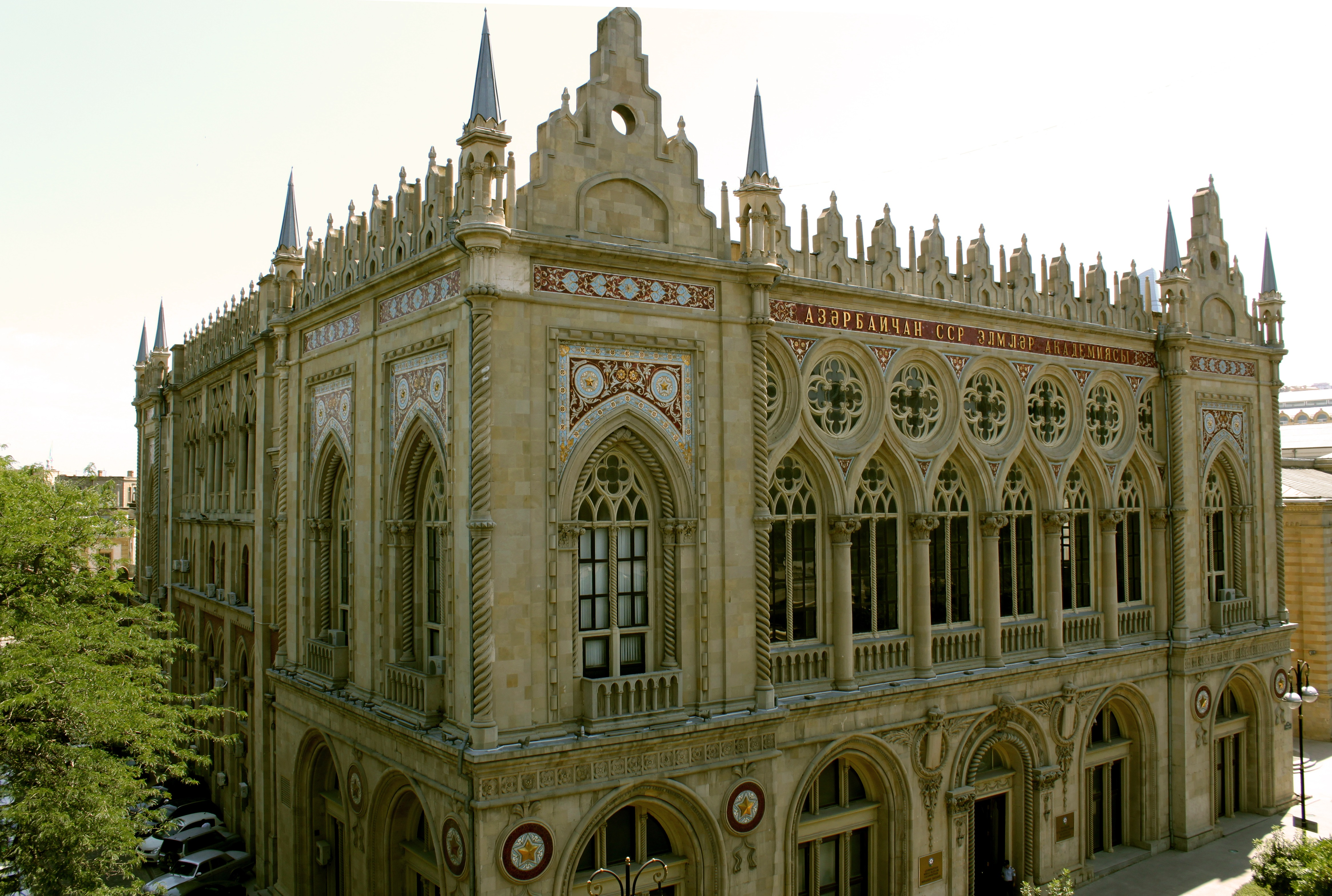
نوسازی کردن کاخ اسماعیلیه در سال ۱۹۱۸ توسط مهندس معمار وارطان سارکسیان صورت گرفت
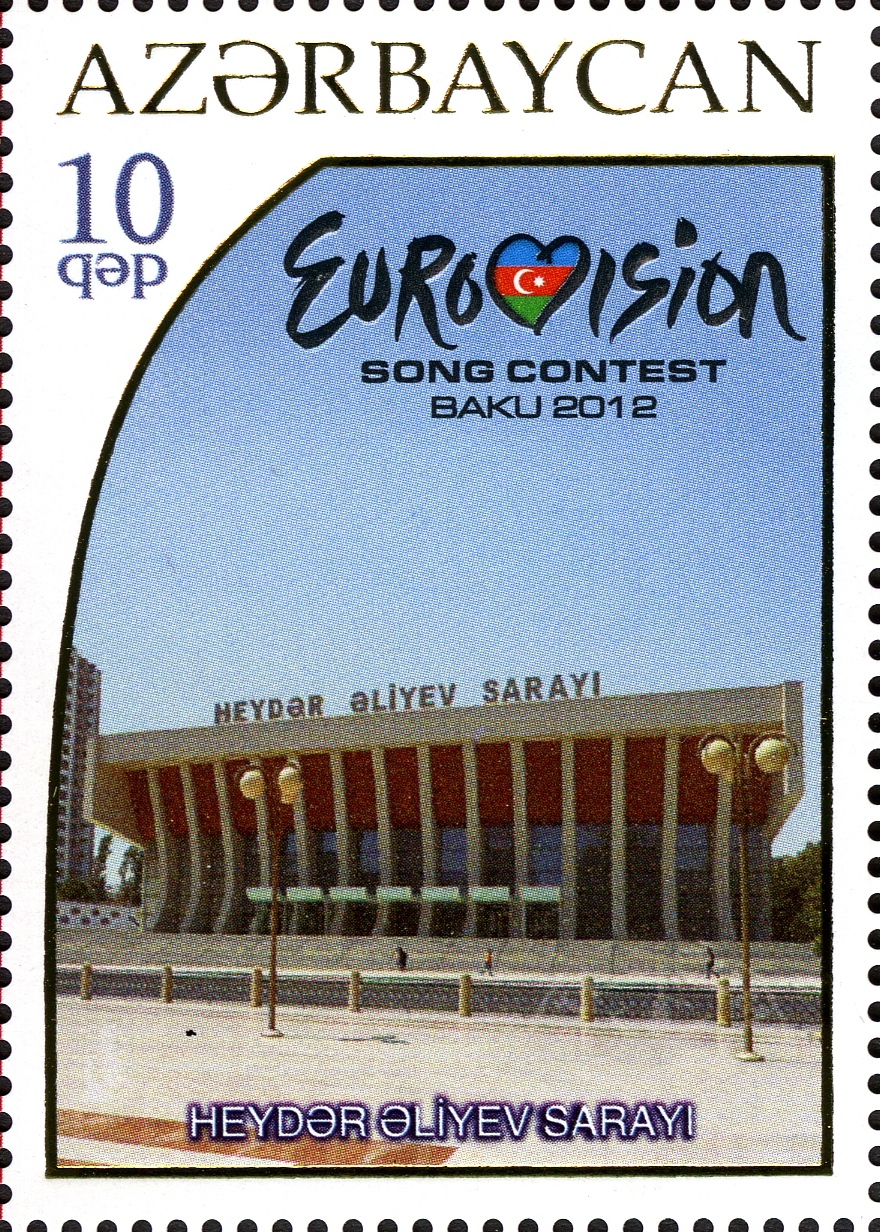
کاخ ریاست جمهوری حیدر علی‌اف طرح و ساخت آن برعهده مهندسان ارمنی به نام‌های: ملیک سدکوف، توروسیان، تووماسیان و آوانس بود.
ساختمان واشینگتن ماریوت واردمَن پارک، مهندس معمار میهران مِسروبیان
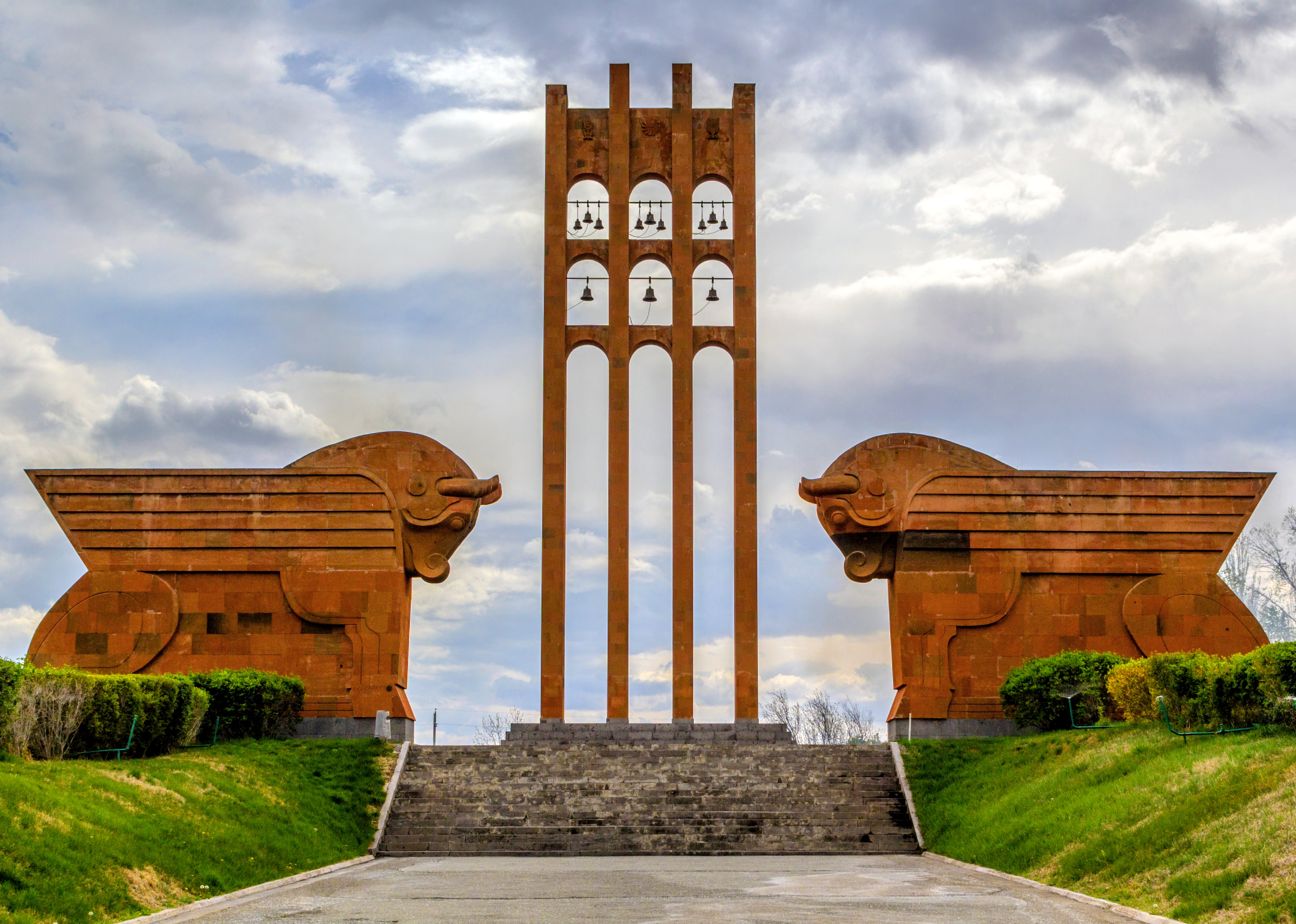
بنای یادبود نبرد سارداراباد، مهندس معمار، رافائل اسرائیلیان
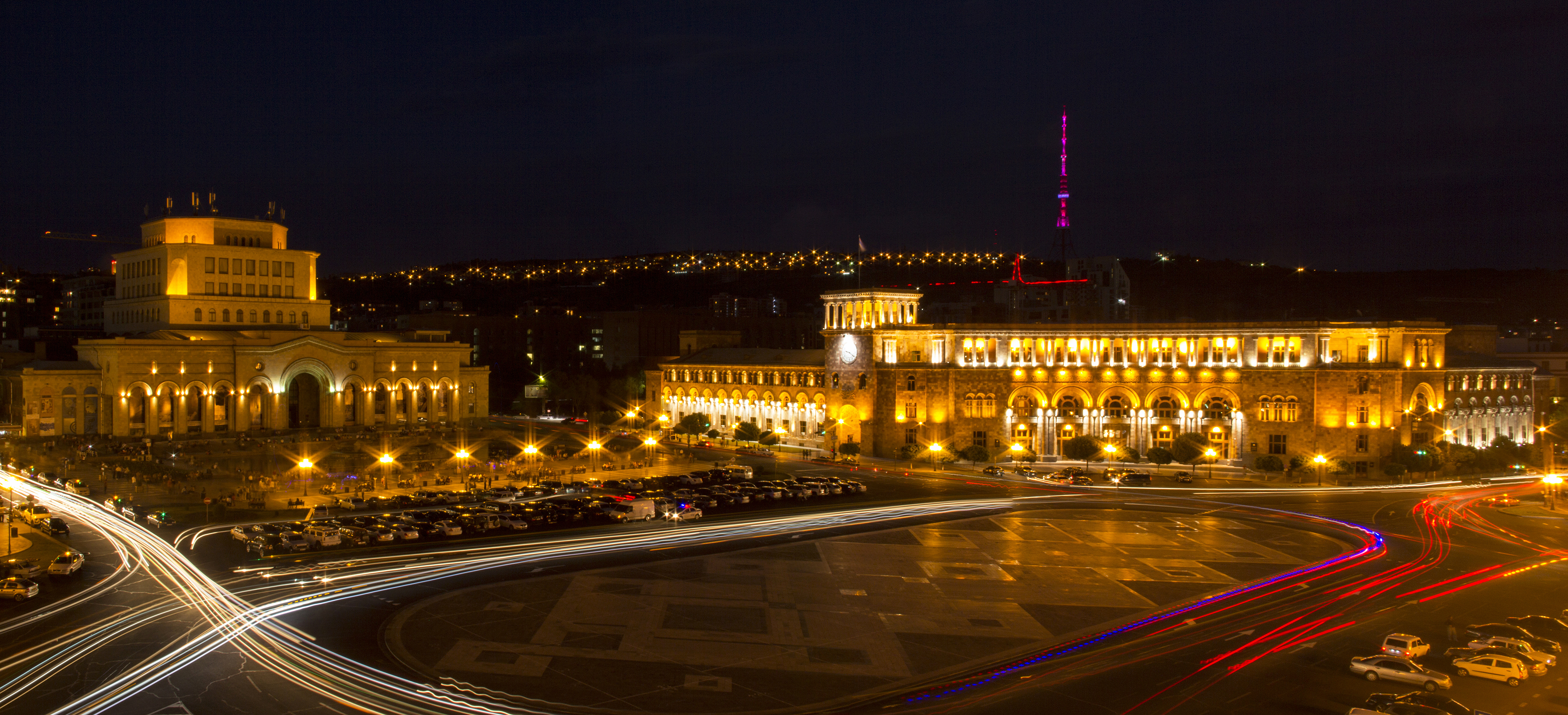
میدان جمهوری، ایروان، مهندس معمار آلکساندر تامانیان
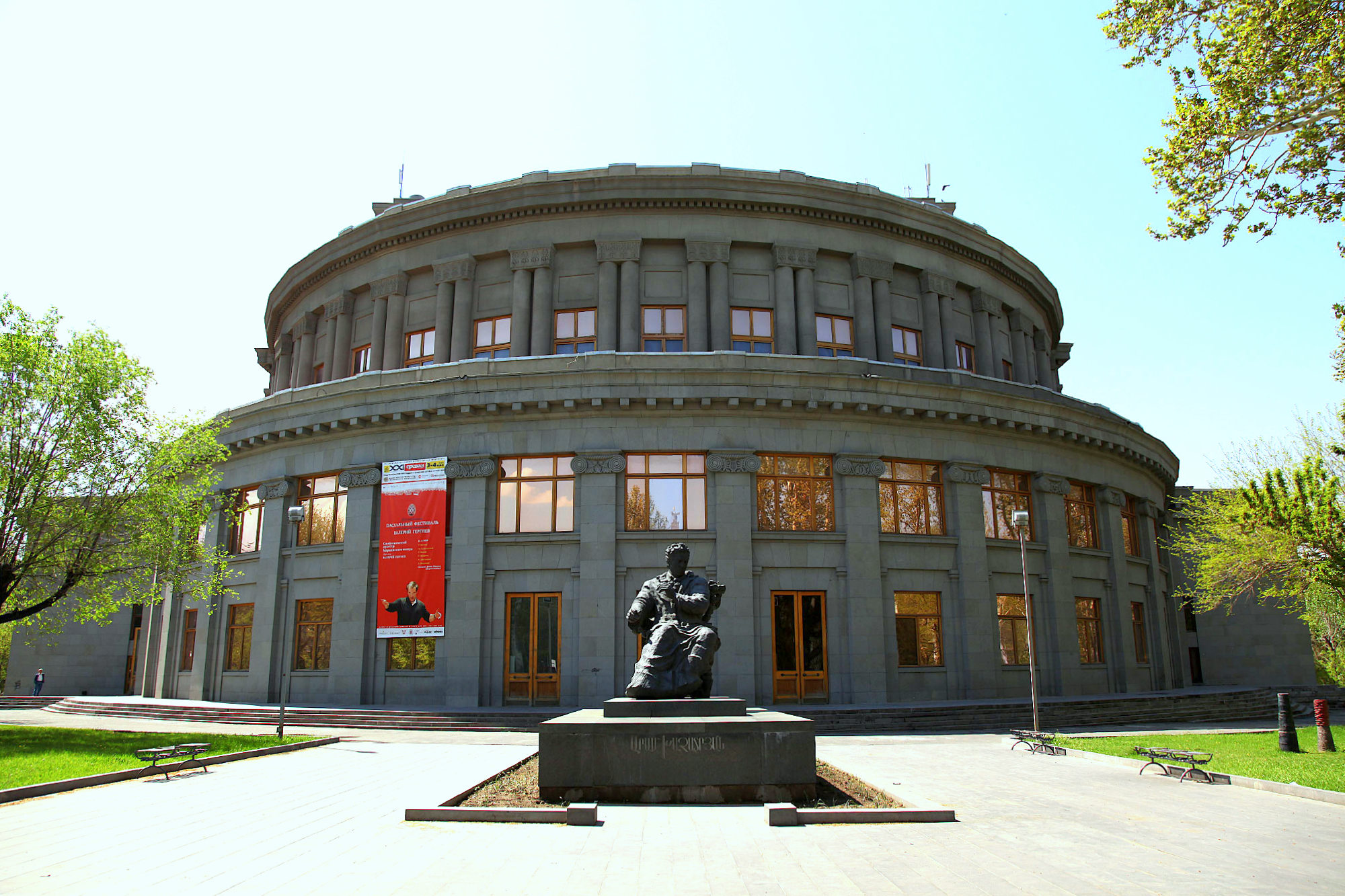
اُپرا تئاتر ایروان، مهندس معمار آلکساندر تامانیان
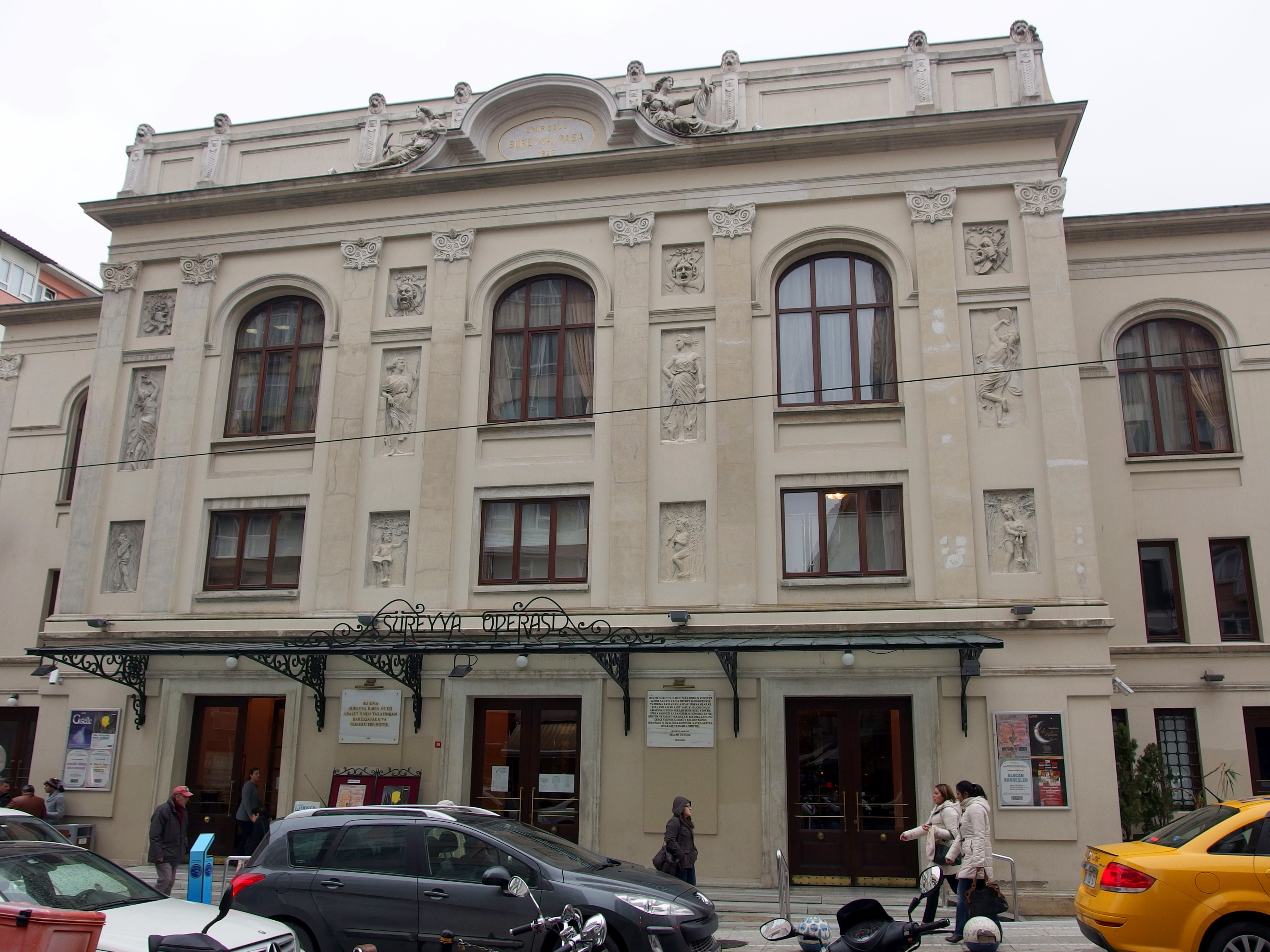
خانه اُپرا به نام سوریا در شهر استانبول، مهندس معمار گِغام گاوافیان
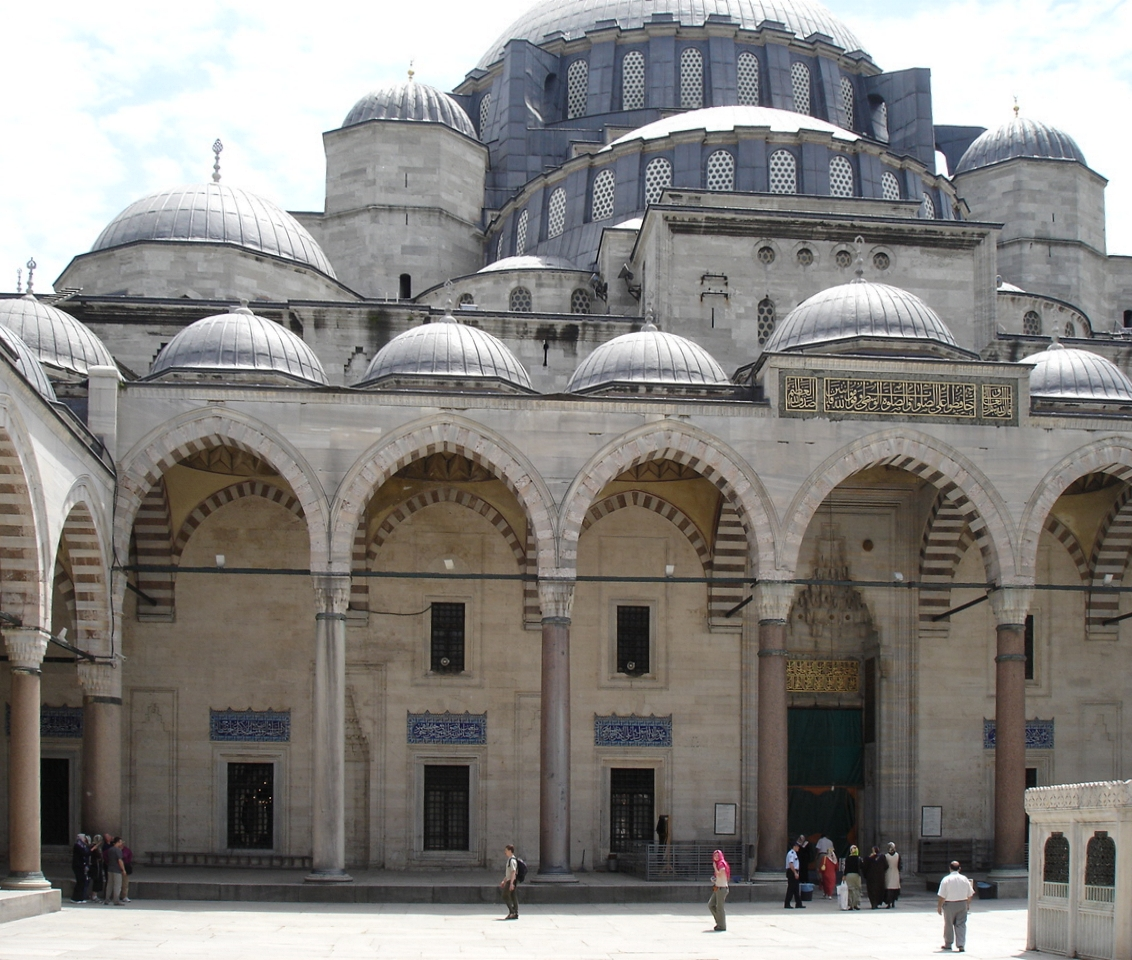
مسجد سلیمانیه، مهندس معمار، معمار سینان
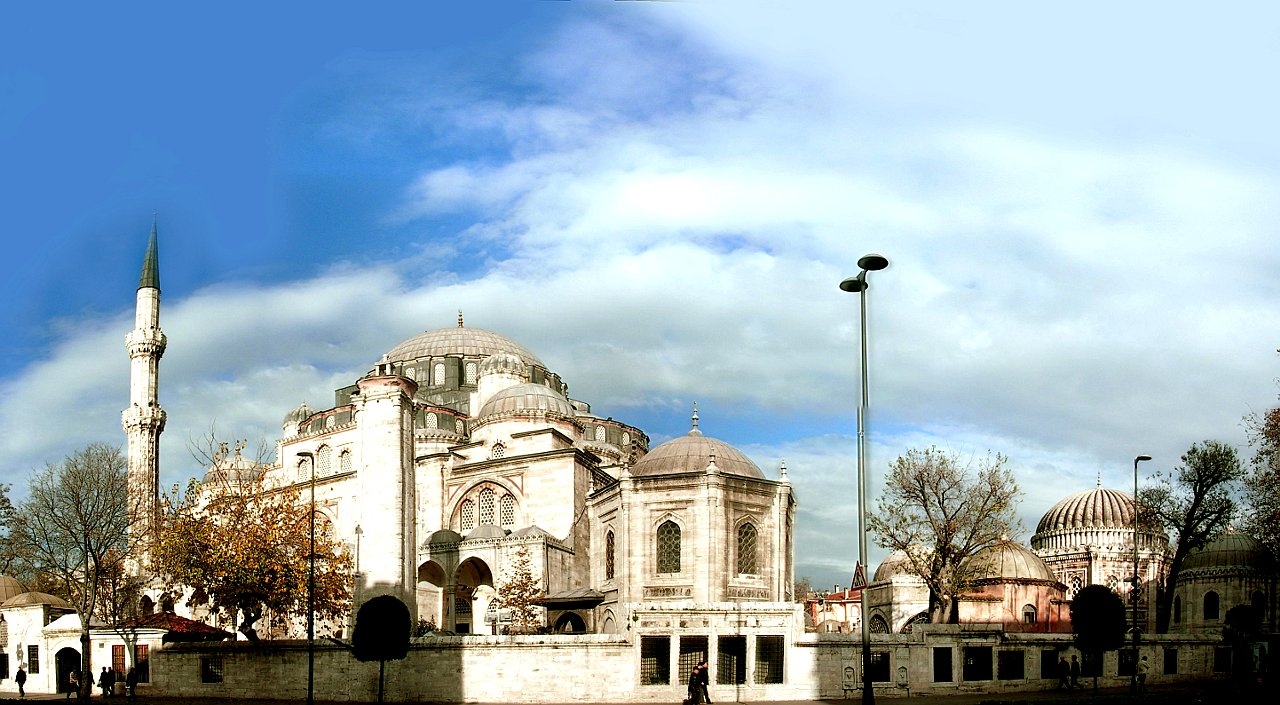
مسجد شاهزاده (استانبول)، مهندس معمار، معمار سینان
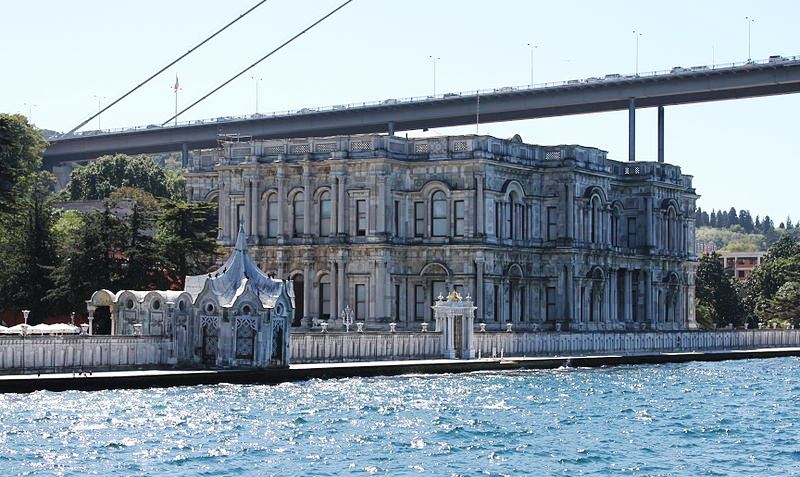
قصر بِیلَربِی اثر معروف مهندس معمار، سارکیس بالیان
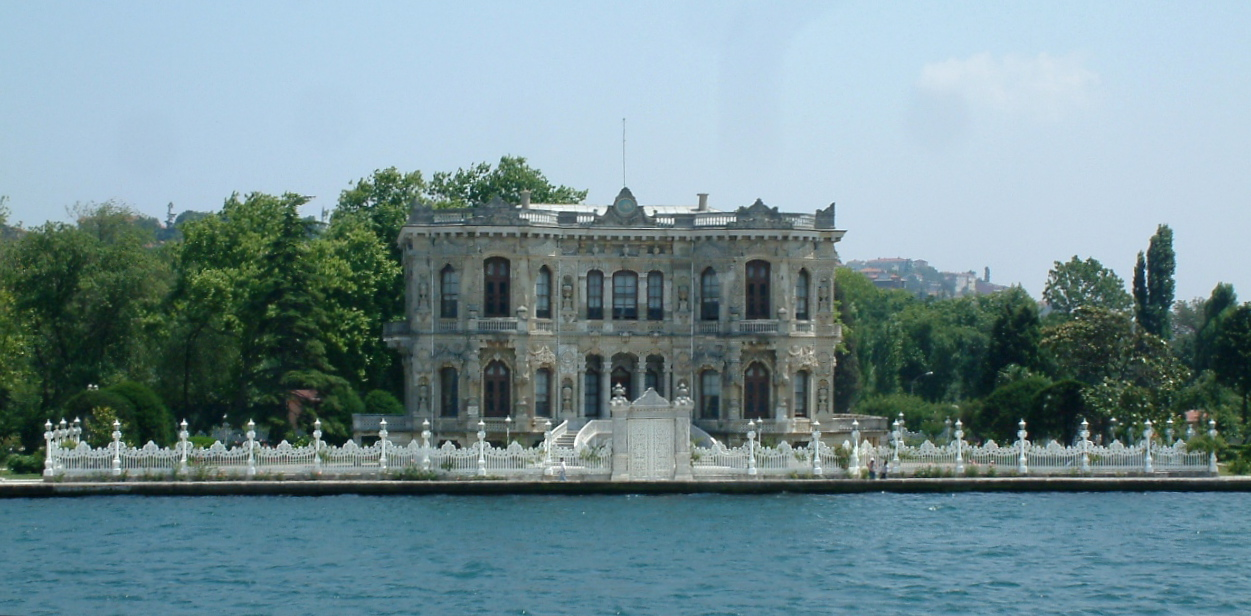
قصر کوچوکسو اثر معروف مهندس معمار، نیکوقوس بالیان
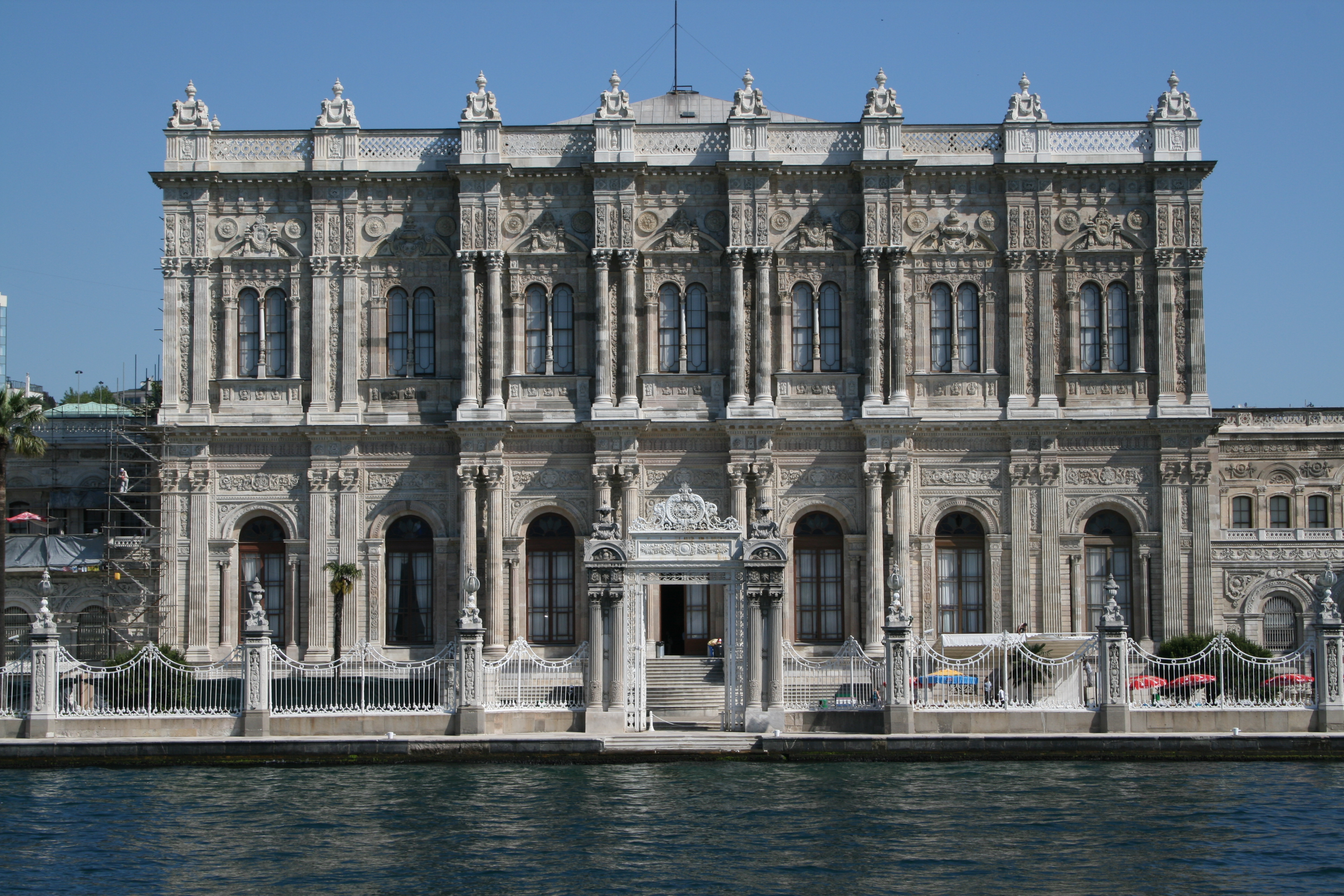
کاخ دلمه‌باغچه، اثر معروف مهندس معمار، کاراپِت آمیرا بالیان
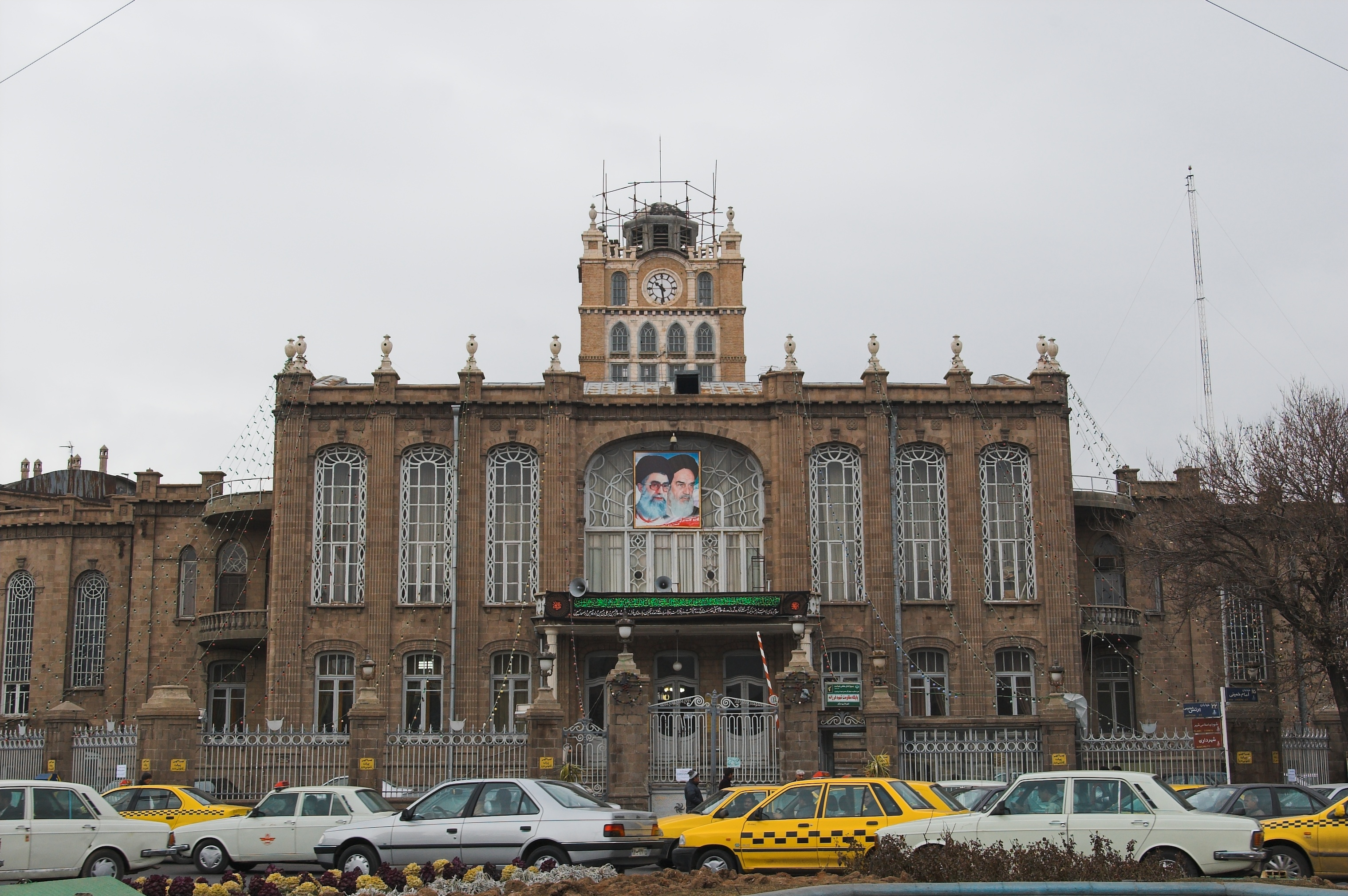
برج ساعت تبریز، اثر معروف مهندس معمار، آودیس اوهانجانیان
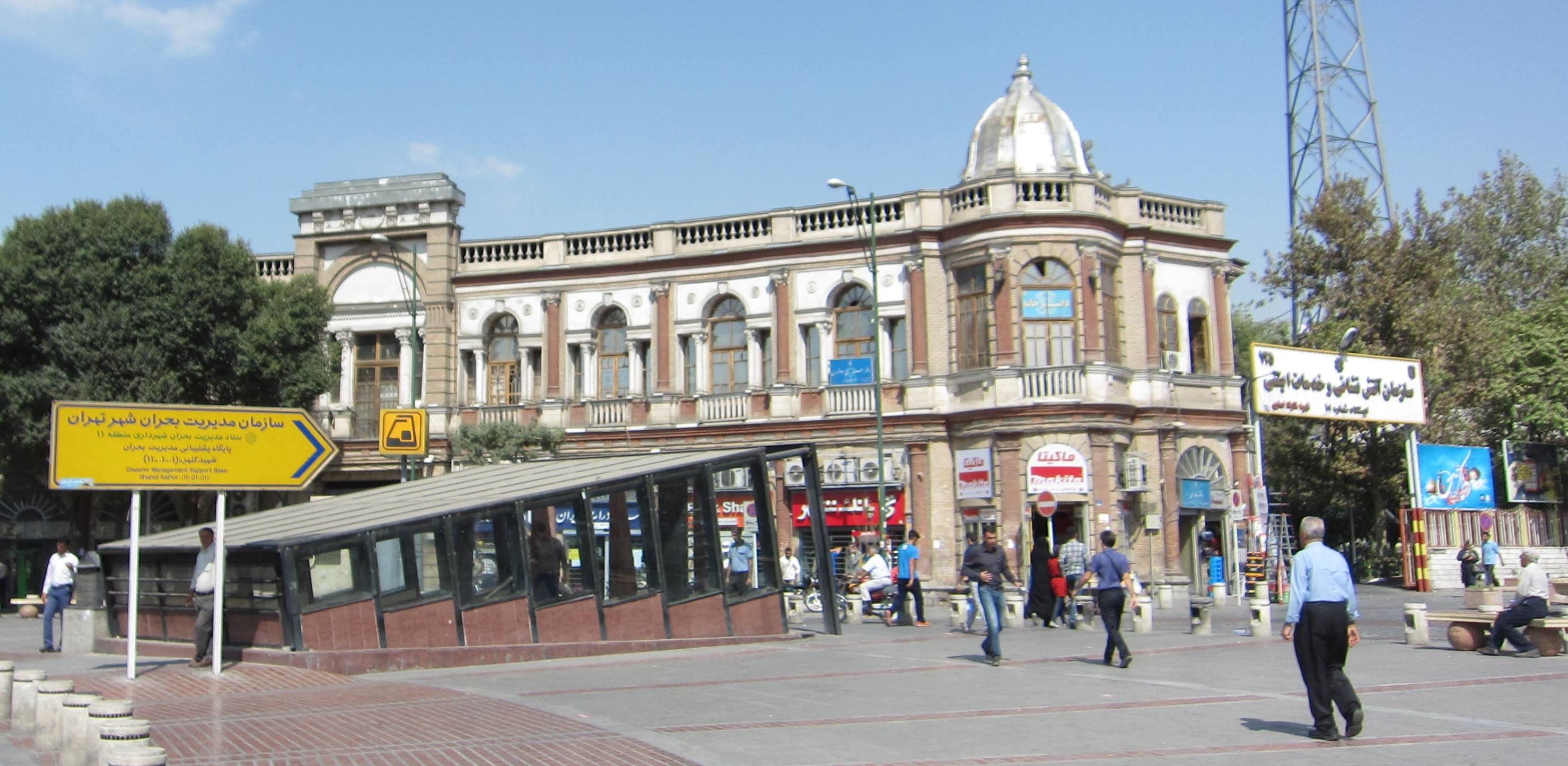
میدان حسن‌آباد (تهران)، اثر معروف مهندس معمار، لوون تادوسیان
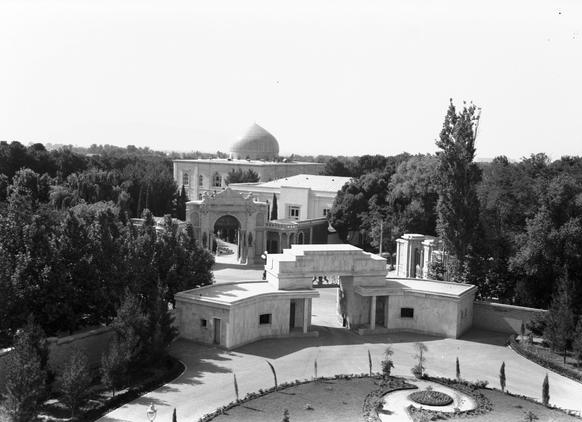
کاخ مرمر، اثر معروف مهندس معمار، لوون تادوسیان
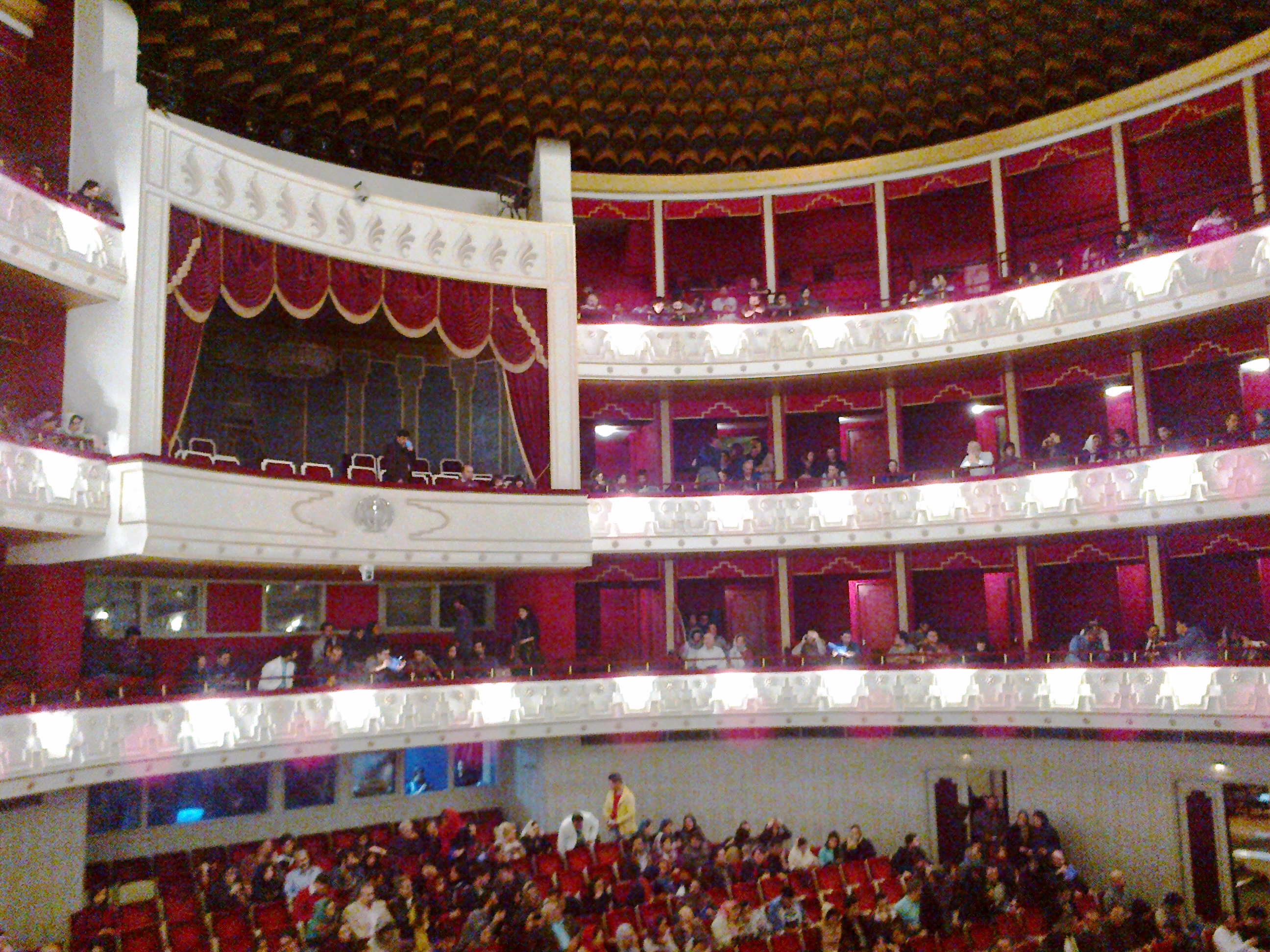
تالار وحدت، اثر معروف مهندس معمار، اوژن آفتاندلیانس
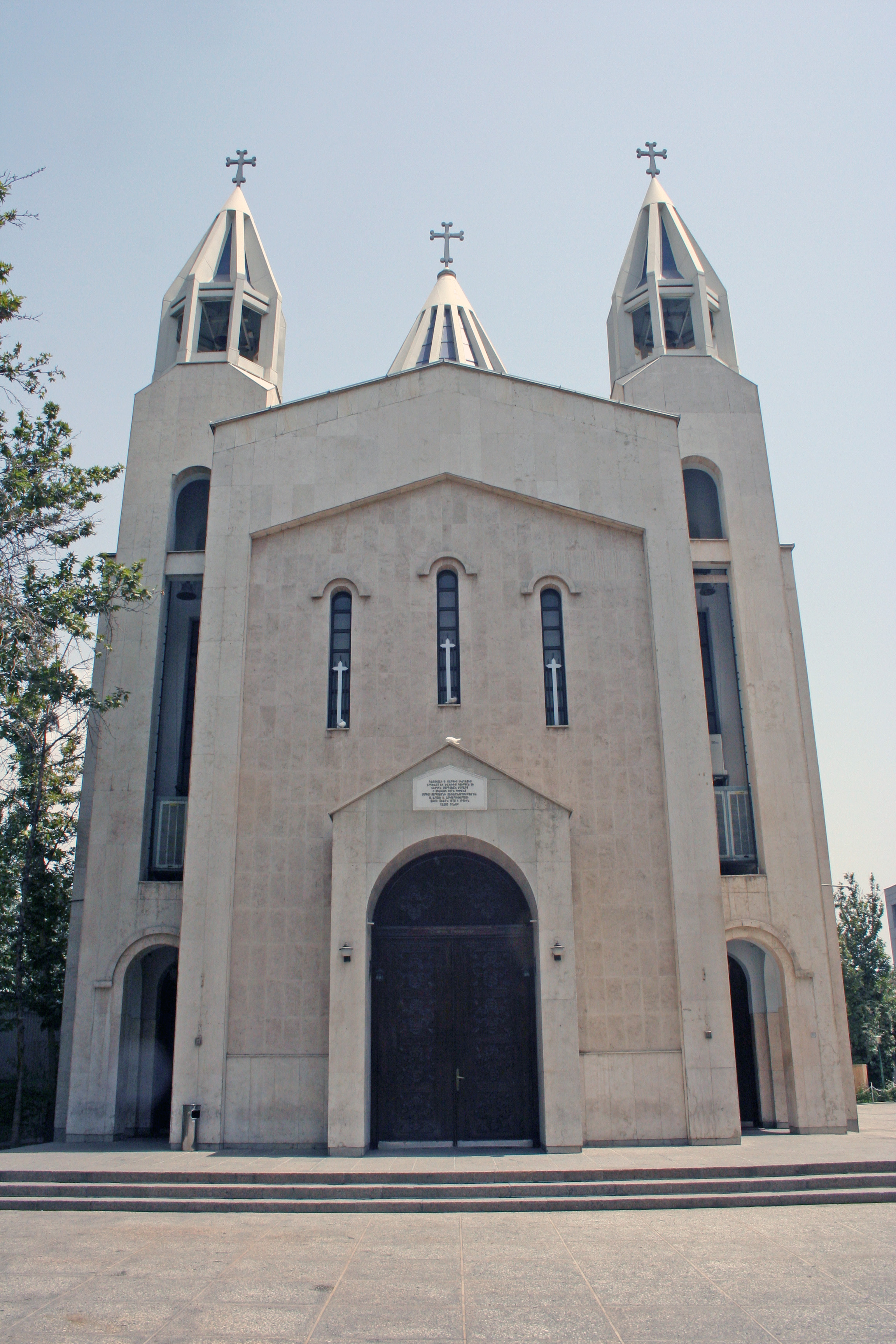
کلیسای سرکیس مقدس، اثر معروف مهندس معمار، اوژن آفتاندلیانس
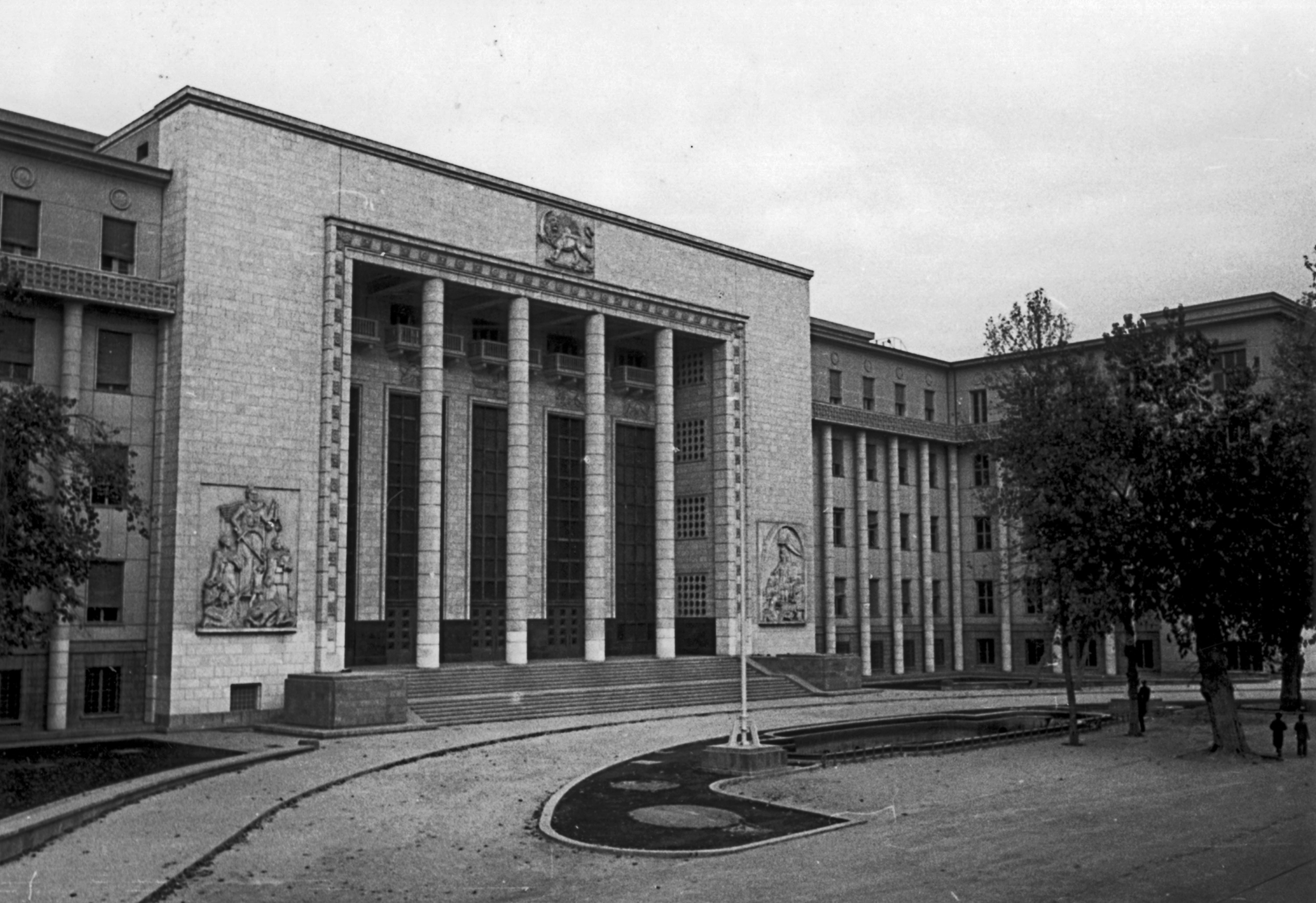
کاخ دادگستری تهران، اثر معروف مهندس معمار، گابریل گورکیان
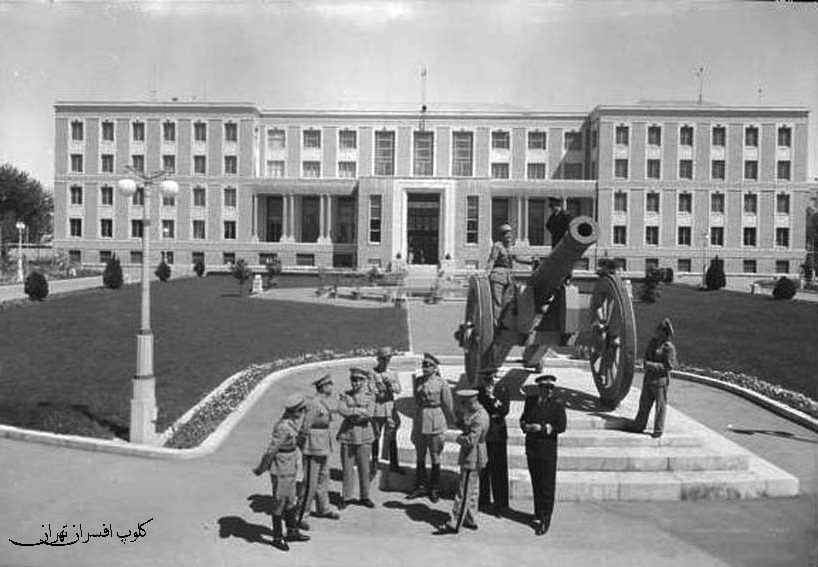
باشگاه افسران وزارت جنگ، اثر معروف مهندس معمار، وارطان هوانسیان